# Andrea Mantegna
Pour les articles homonymes, voir Mantegna.
Andrea Mantegna, né vers 1431 à Isola di Carturo et mort le 13 septembre 1506 à Mantoue, est un graveur et peintre italien de la Première Renaissance qui a rompu définitivement avec le style gothique en plein milieu du XVe siècle, sans se départir de cette attitude tout au long de sa vie.
Marqué par l'héritage gréco-romain, exploitant la perspective par ses recherches sur le raccourci, il innove en matière d'architecture feinte, avec des décors muraux, des voûtes, créant des scènes d'une grande virtuosité, grâce entre autres au trompe-l'œil et à un sens poussé du détail.
Au-delà de Mantegna peintre de cour, émerge avec lui, dans l'art occidental, la figure centrale de l'artiste, du génie, qui fait école, et dont l'impact culturel se mesure des siècles plus tard.

## Biographie
« Étrange artiste, qui tenta de boire à toutes les sources taries, n'y trouva que des pierres mortes et sut pourtant les animer de cette sorte d'ivresse intellectuelle où le monde avide d'apprendre se consolait de moins sentir. »

— Élie Faure.

### Jeunesse et formation

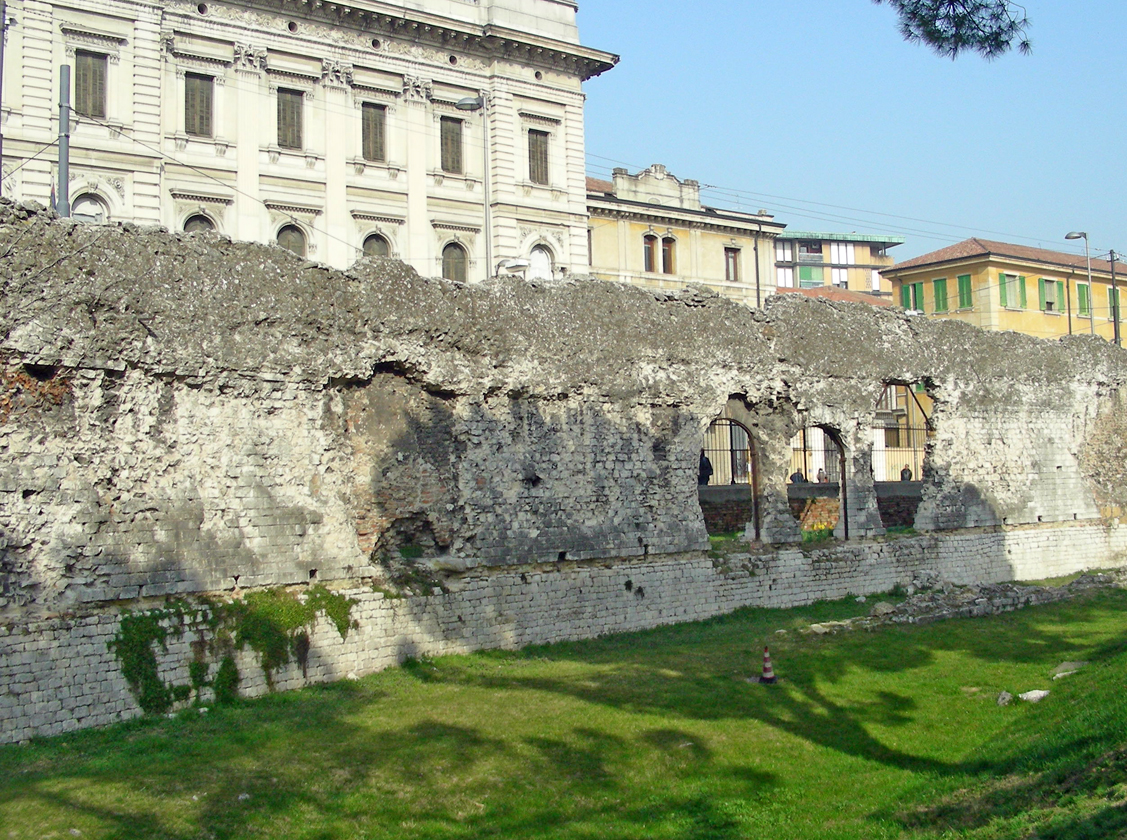
Ruines de l'amphithéâtre romain de Padoue.

Andrea Mantegna est né probablement en 1431 dans un petit village, Isola di Carturo (aujourd'hui Isola Mantegna, commune de Piazzola sul Brenta), situé non loin de Padoue, sur les terres de la république de Venise. Gardant des troupeaux, il est le second fils d'un charpentier-menuisier prénommé Biagio, de condition modeste, qui meurt entre 1449 et 1451.
Avant l'âge de onze ans, confié par ses parents en adoption,, il entre comme apprenti chez le peintre Francesco Squarcione, qui est à la tête d'un atelier à Padoue, l'un des plus importants de cette région. Ancien tailleur et brodeur, Squarcione se passionne pour l'art ancien et la rhétorique. Il est, à l'image de son compatriote Pétrarque, amateur d'antiquités romaines, et avait amassé une quantité impressionnante d'objets datant de l'Empire romain, voire, grâce aux liens commerciaux entretenus par Venise, de la Grande Grèce (statues en marbre, vases, bronzes, bas-reliefs, etc.). Sa collection lui sert de modèle pour ses commandes dans le goût du temps, et on compte jusqu'à 137 élèves l'ayant assisté — dont les ferrarais Cosmè Tura et Francesco del Cossa —, tant son atelier était réputé dans toute l'Italie.
Le 23 mai 1445, dans le plus ancien document mentionnant son existence, Andrea Mantegna est appelé « Andrea pictore » : il s'agit du codicille d'un testament liant Squarcione à un notaire de Padoue. Tommaso Mantegna, le frère aîné d'Andrea, également tailleur, vit dans le quartier de Santa Lucia, non loin de l'atelier. Imprégné par l'humanisme renaissant, Squarcione lui enseigne le latin, les auteurs classiques, et lui donne à étudier des fragments de sculpture romaine, et par là, les figures, les volumes, la mise en perspective, comme le souligne Giorgio Vasari en ces termes : « [Mantegna] s'exerçait à partir d'objets en plâtre, copiés de statues antiques, et sur des copies de peintures, qui venaient de différents endroits, et en particulier de la Toscane et de Rome » (Les Vies, III). L'apprenti se passionne alors pour l'antiquité et va rester six ans au service du maître. Il est témoin des travaux de l'artiste florentin Donatello entrepris pour la ville à partir de 1443. La sensibilité au monde classique et le goût des antiquités deviennent l'une des composantes fondamentales de son langage artistique, qu'il a suivi tout au long de sa carrière. Mantegna quitte l'atelier de Squarcione, au moment d'un voyage effectué en compagnie du maître à Venise en 1448 ; les rapports se dégradent entre les deux hommes puisque Andrea attaque Squarcione en justice pour travaux impayés : Mantegna s'affranchit et part gagner sa vie.

### Padoue: premières œuvres

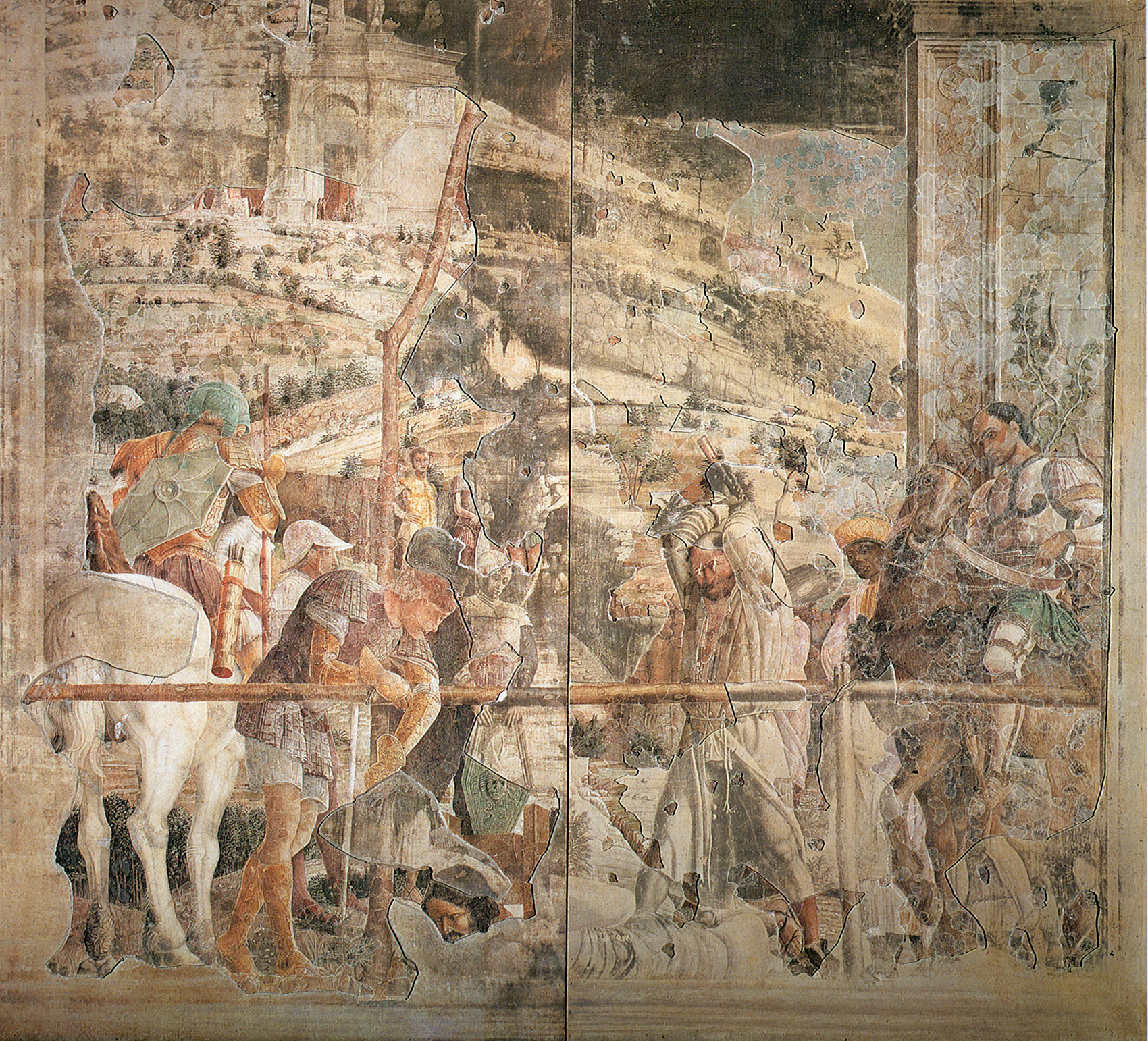
Martyre de saint Jérôme, partie des fresques de la chapelle Ovetari, Padoue.

Âgé de dix-sept ans, Mantegna accomplit ensuite son premier travail connu, un grand retable destiné à l'église Sainte-Sophie de Padoue, détruit au XVIIe siècle : c'était une Vierge à l'Enfant dans une conversation sacrée entre saints, probablement inspirée par l'autel de la basilique Saint-Antoine conçu par Donatello. De cette époque date son Saint Marc (Francfort, musée Städel).

#### Fresques de la chapelle Ovetari
Andrea, encore dans sa minorité, se voit replacé sous la tutelle de son frère Tommaso qui l'autorise à entreprendre en société la décoration de la chapelle de la famille Ovetari située dans l'église des érémitiques. L'œuvre, en partie détruite en 1944 pendant la Seconde Guerre mondiale, avait      été confiée à une équipe hétérogène de peintres, où émergea peu à peu la personnalité de Mantegna, capable également d'affiner sa technique. Durant le chantier, Niccolò Pizzolo, ancien élève de Squarcione, entre en conflit avec Mantegna, ce dernier voulant s'occuper d'une partie de la chapelle qui au départ ne lui était pas attribuée. De plus le manque de fonds, en mai 1449, fait que les travaux s'arrêtent en 1451.
L'engagement dans la chapelle Ovetari, commande qui va s'étaler sur neuf années, n'empêche pas le peintre d'accepter d'autres tâches. En 1447, il avait rencontré le notaire vénitien Ulisse degli Aleotti (mort en 1488) qui lui commande quelque temps plus tard le Saint Jérôme (musée d'art de São Paulo), dont il existe une étude sur papier ; Degli Aleotti lui dédia un sonnet dans lequel il le qualifie de « sculpteur en peinture ».

#### Ferrare
En mai 1449, profitant d'une phase de blocage du chantier padouan, il se rend à Ferrare, au service de Lionel d'Este. Il exécute un double portrait, l'un représentant le duc, l'autre son chambellan Folco di Villafora, mais les deux tableaux sont perdus. Mantegna a sans doute été le spectateur de la collection de son commanditaire, des œuvres de Piero della Francesca et des maîtres primitifs flamands qui y étaient rassemblées. Il s'y plaît puisqu'il y revient en 1450-1451 au service cette fois de Borso d'Este, pour qui il peint une Adoration des bergers (New York, MET), visiblement influencée par l'art flamand, du moins dans la minutie des détails.

#### Son atelier à Padoue

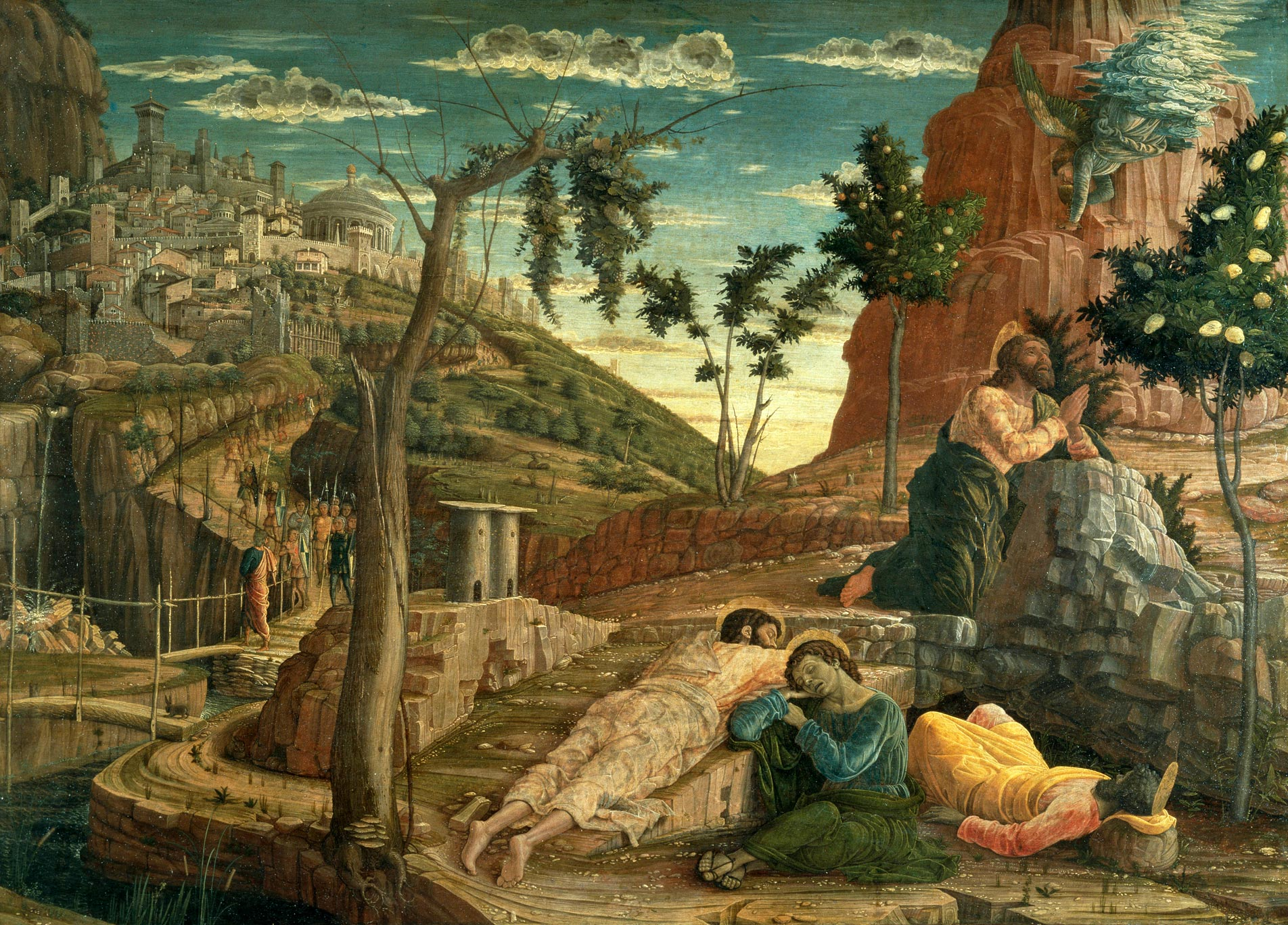
La Prière au Jardin des Oliviers, partie gauche de la prédelle du Retable de saint Zénon de Vérone, musée des Beaux-Arts de Tours.

Le 21 juillet 1452, Mantegna termine à Padoue la lunette du portail central de la basilique Saint-Antoine, conservée au Museo antoniano. Pour ce travail, il expérimente pour la première fois le point de vue di sotto in sù (vu du dessous vers le haut), qu'il a ensuite appliqué aux fresques de la deuxième phase des travaux aux érémitiques qui reprirent en effet en novembre 1453 pour se terminer en 1457. Niccolò Pizzolo, mort en 1453, laissait à Mantegna une grande partie des bénéfices de cet accomplissement. Les peintres Ansuino da Forlì et Bono da Ferrara travaillèrent sans doute à cet ouvrage entré dans sa deuxième phase, tandis que deux peintres vénitiens, Antonio Vivarini et Giovanni d'Alemagna, s'étaient jadis attelés à la première. En 1457, la princesse commanditaire Ovetari intente une action en justice contre Mantegna aux motifs que, dans l'une des fresques de la chapelle, celle de l'Assomption, il n'avait peint que huit apôtres au lieu de douze, pour manque d'espace.
1453 est l'année du mariage de Mantegna avec Nicolosia Bellini, la fille du peintre Iacopo Bellini, également père de deux fils devenus peintres, Giovanni et Gentile Bellini. Du fait de cette union, certains chercheurs estiment que Mantegna a subi l'influence de Bellini, et d'une manière générale, de la peinture vénitienne de cette période primo-renaissante qu'il va cependant marquer par son talent précoce et ses audaces. Sa Présentation au Temple est un tableau daté de 1455, qui présente la particularité de ressembler à celle peinte par Giovanni Bellini datée 1460, mais présente des teintes plus constrastées et lumineuses.
Au moment de ses fiançailles avec Nicolosia, il reçoit la commande d'un polyptyque destiné au maître-autel de la basilique Sainte-Justine de Padoue. Le retable de saint Luc, aujourd'hui conservé à la pinacothèque de Brera (Milan), est constitué de douze panneaux représentant des saints bénédictins. Il achève et signe en 1454 une Sainte Euphémie, a tempera sur lin conservée au musée de Capodimonte (Naples), qui rappelle dans sa composition la Vierge en assomption de la chapelle Ovetari, et où l'on devine encore l'influence de l'atelier de Squarcione. Deux ans plus tard, il entame la première version du Martyre de saint Sébastien qu'il achève en 1459.

#### Vérone et leRetable de saint Zénon
Fin 1456, le notable vénitien Gregorio Correr (1409-1464), abbé de la basilique San Zeno de Vérone et futur patriarche de Venise, lui passe commande d'un retable destiné au chœur de l'édifice pour la partie supérieure du maître-autel. Ce nouveau travail prend au moins trois années au jeune peintre, il l'achève en son atelier padouan, avec ce souci du détail qui le caractérise et justifie sa relative lenteur. Le retable de San Zeno est un polyptyque centré sur la figure de la Vierge à l'Enfant entouré d'anges musiciens, avec de chaque côté, deux panneaux comportant chacun quatre saints. La prédelle montre trois compositions tirées de la vie et de la Passion du Christ. L'œuvre est la première de son genre en Italie du Nord, et Vérone voit éclore une nouvelle école de peintres dont l'un des maîtres est Girolamo dai Libri.
Le maître-autel est encore en construction en 1460, ce que révèle la correspondance que Mantegna commence à échanger avec les princes de Mantoue, qui désirent l'attirer à leur cour. Malgré son succès et l’admiration dont il fait l’objet, Mantegna quitte de bonne heure le Padoue de sa jeunesse.

### Sa vie à Mantoue (1460-1506)

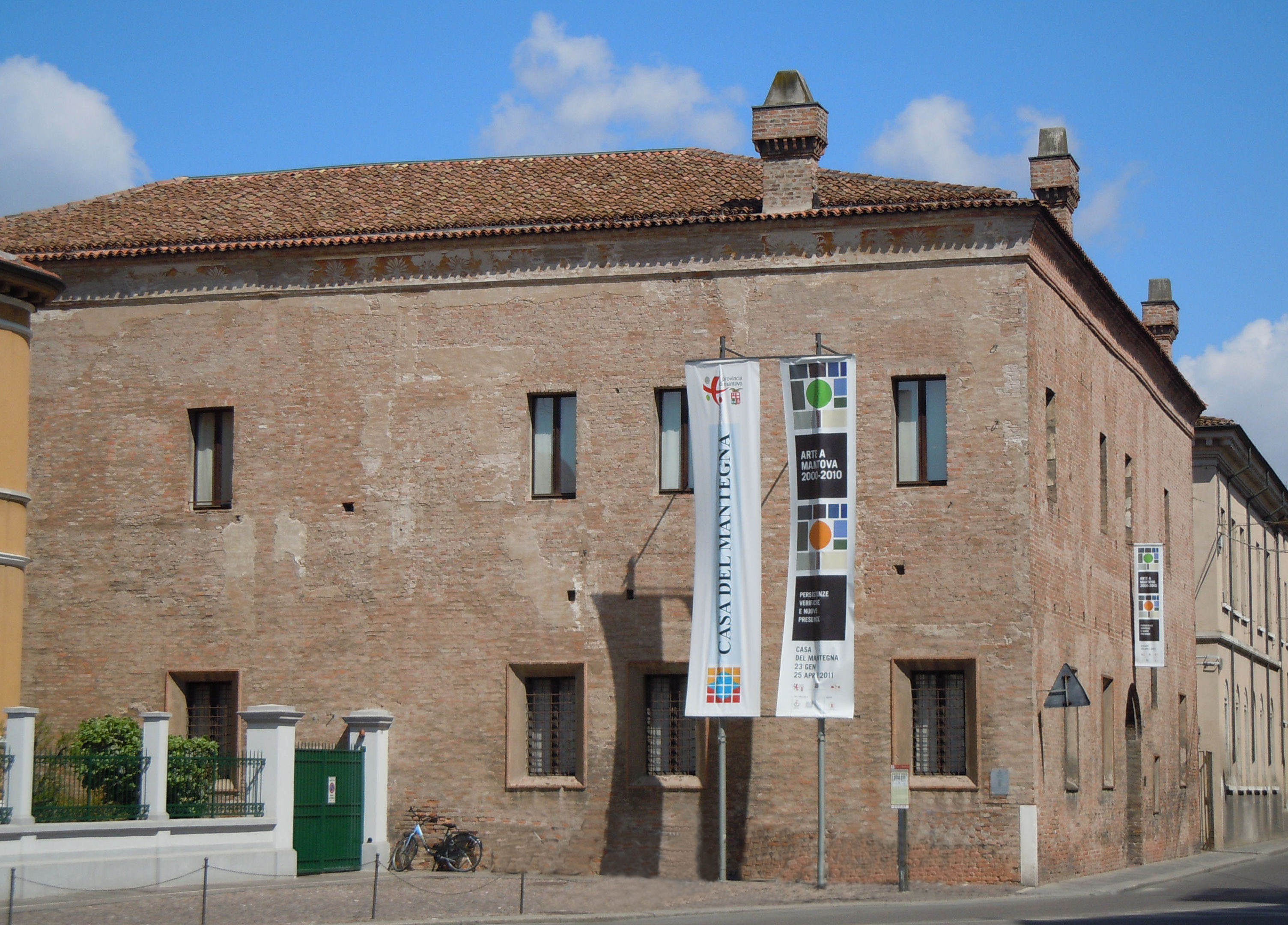
Maison construite par Mantegna à Mantoue sur un terrain offert par le marquis en 1476.

#### Au service d'un prince humaniste
Depuis 1456 déjà, Louis III Gonzague, marquis de Mantoue, pressait Mantegna d’entrer à son service ; aussi en 1460, le peintre finit-il par accepter d'être nommé peintre de cour. Ce départ fut reporté pour plusieurs raisons : Mantegna était très attaché à Padoue où il avait noué de solides amitiés, par ailleurs plusieurs commandes étaient en cours et il se devait de les terminer car être peintre au service d'un prince mécène supposait un emploi exclusif. Au début de sa charge, il réside de temps à autre à Goito : là, une résidence des Gonzague devait être redécorée, projet dont Mantegna avait été averti dès 1458 mais qui ne se fit pas. Mantegna prit des assistants et invita des amis artistes ou savants en renfort. Louis III projeta également la décoration d'une résidence à Cavriana, puis, plus tard, à Revere (1463-1464) : à chaque fois, le peintre et son équipe s'installaient in situ. Pour Revere, il proposa une suite de fresques figurant des scènes tirées d'Homère dont il ne reste aujourd'hui aucune trace, mais dont on peut retrouver l'écho dans certaines gravures exécutées par Mantegna et ses disciples. Louis Gonzague avait entamé une profonde transformation de son marquisat. Il fit également venir à sa cour le polymathe Leon Battista Alberti et l'architecte-sculpteur Luca Fancelli.
À partir de décembre 1466, il s’installe avec sa famille à Mantoue même. Il reçoit au départ un salaire de 75 lires (ou 13 sequins) par mois, somme assez confortable pour l’époque, plus le logement et les vivres, et qui indique nettement la haute estime dans laquelle on tient son art. Cela fait aussi de lui un membre de la riche bourgeoisie de la ville, comme en témoigne son testament. Il est en fait le premier peintre parmi tous ceux qui ont été domiciliés à Mantoue. Le logement des Mantegna devient beaucoup plus spacieux après que le marquis lui a offert un terrain en octobre 1476 situé au centre de Mantoue, sur lequel l'artiste fait élever une maison que l'on visite de nos jours. Mantegna sera également chargé des collections du marquis et devient son conseiller artistique. Il obtiendra un blason avec ses armes surmontant sa devise, « Par un désir », et vivra à la cour jusqu'à sa mort.
Comme tout peintre de cour, il reçoit aussi les commandes les plus diverses de la part du prince : dessins de costumes et de décors pour les spectacles de la cour, cartons de tapisseries, décoration des palais et des villas.

#### Portraitiste
Les premières commandes sont des portraits, dont celui du Cardinal Ludovico Trevisan (1460, Berlin, Gemäldegalerie), commencé alors que Mantegna était encore à Padoue, et de Francesco Gonzaga (v. 1461, Naples, musée de Capodimonte), second fils de Louis et de son épouse Barbara de Brandebourg-Culmbach. Notons aussi le portrait de Mathias Corvin, roi de Hongrie de 1458 à 1490, conservé au musée des Beaux-Arts de Budapest.

#### Décoration du château Saint-Georges: la chapelle

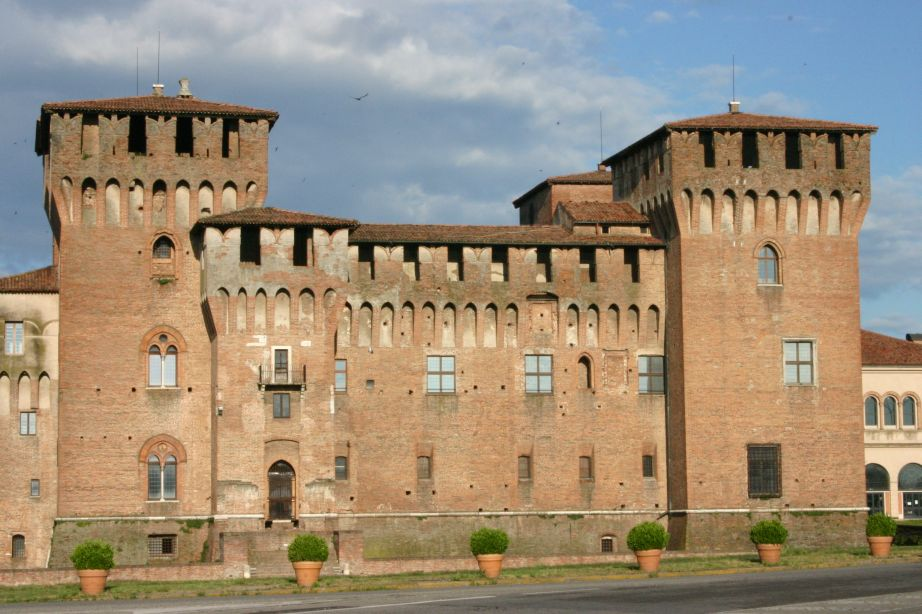
Façade du Château Saint-Georges.

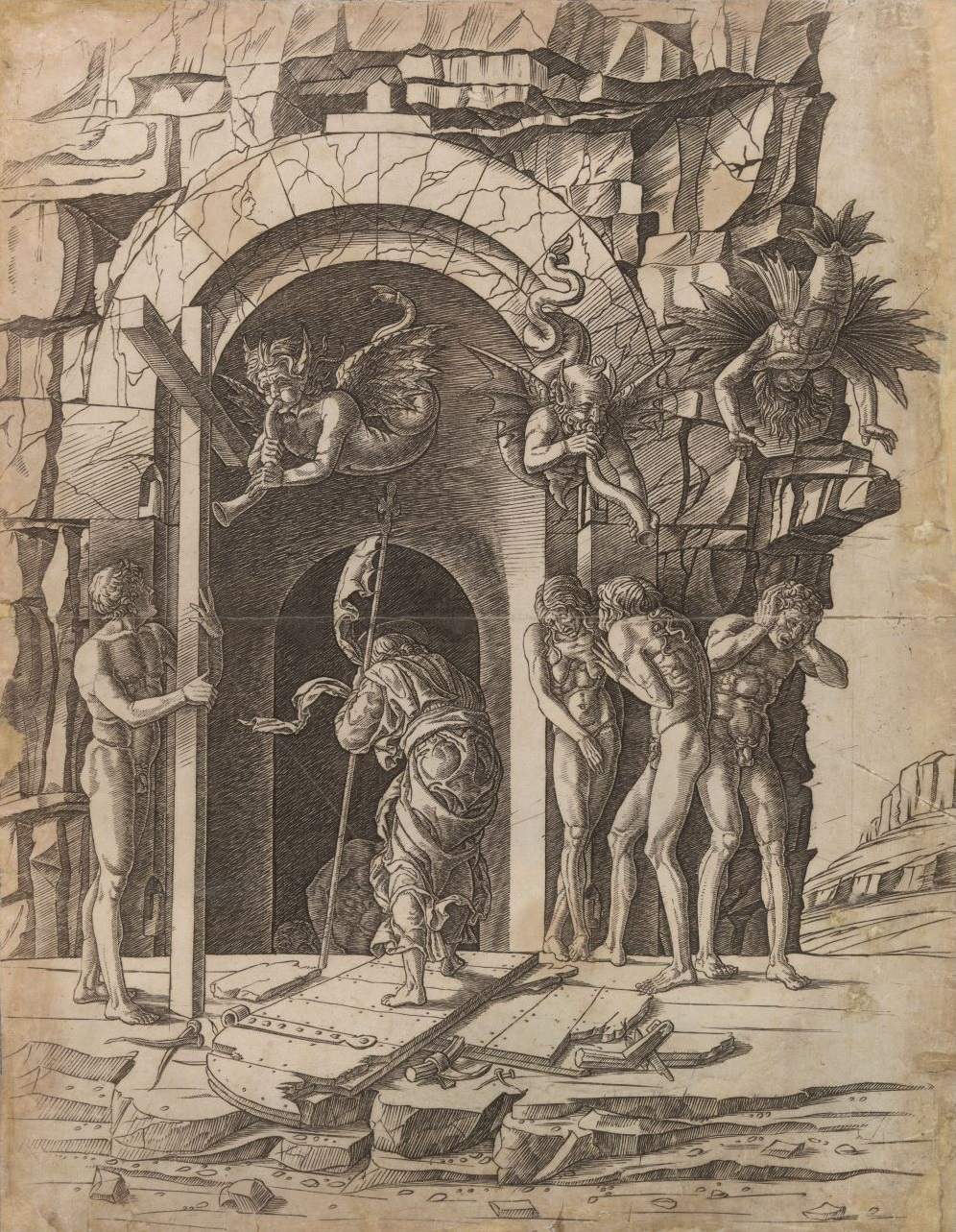
Descente aux limbes (1475), burin, fin XVe siècle, gravé avec Gian Marco Cavalli (Bibliothèque nationale du Brésil).

Le château Saint-Georges qui fait partie du palais ducal de la ville, comprend un certain nombre de chefs-d'œuvre exécutés par Mantegna. Avant même l'installation définitive du peintre, Louis Gonzague lui commande la décoration de la chapelle privée du château où le marquis avait ses appartements. Datant du XIVe siècle, elle est remise au goût du jour par Mantegna lui-même comme l'indique une lettre du marquis datée du 4 mai 1459, quelques jours avant l'ouverture du concile de Mantoue, dissous en janvier 1460. Ce projet décoratif est donc pour Louis une marque d'auto-célébration et de prestige, quand toute la ville reçoit de nombreux dignitaires religieux. La plupart des retables peints par l'artiste ont été dispersés. Le plus fameux est un ensemble qui comprend La Mort de la Vierge (Madrid, musée du Prado) et la partie supérieure que l'on pensait disparue, identifiée comme étant Le Christ avec l'âme de la Vierge (Ferrare, Palazzo dei Diamanti). S'y manifeste la maîtrise des effets d'illusion, le peintre ayant inséré dans sa composition des vues du Mincio et du canal San Giorgio, comme on pouvait les apercevoir depuis le château. À cette même chapelle appartenaient, peut-être, trois autres panneaux connus sous le nom du Triptyque des Offices (Florence), mais aucune source ne permet de l'affirmer : en effet, Mantegna semble travailler en 1465-1467 à Florence sur un ensemble de peintures similaires. Par ailleurs, trois gravures du maître (ou de ses élèves) peuvent éventuellement correspondre soit aux compositions destinées à la chapelle, soit à celles de Florence, à savoir la Déposition de la croix, la Mise au tombeau et la Descente aux limbes.
Entre chaque commande, Mantegna ne restait pas fixé à Mantoue. Le 23 et le 24 septembre 1464, Mantegna participe à une expédition sur les rives du lac de Garde avec, entre autres, un peintre proche des Gonzague, Samuele da Tradate (?-1466), un ingénieur en hydraulique nommé Giovanni Marcanova, et un spécialiste véronais d’épigraphie, Felice Feliciano, qui connaissait par ailleurs Mantegna depuis Padoue. Après avoir visité divers sanctuaires et recopié dans leurs carnets de vieilles inscriptions, la petite bande vêtue comme les anciens Romains, qui en « empereur », qui en « consul », têtes couronnées de feuillages, se recueille dans une chapelle dédiée à la Vierge afin de lui rendre grâce pour la belle journée passée et le spectacle de tous ces vestiges. Très amis, ils avaient travaillé sur la décoration de la résidence de Cavriana (1463).

#### Décoration du château Saint-Georges: lacamera picta

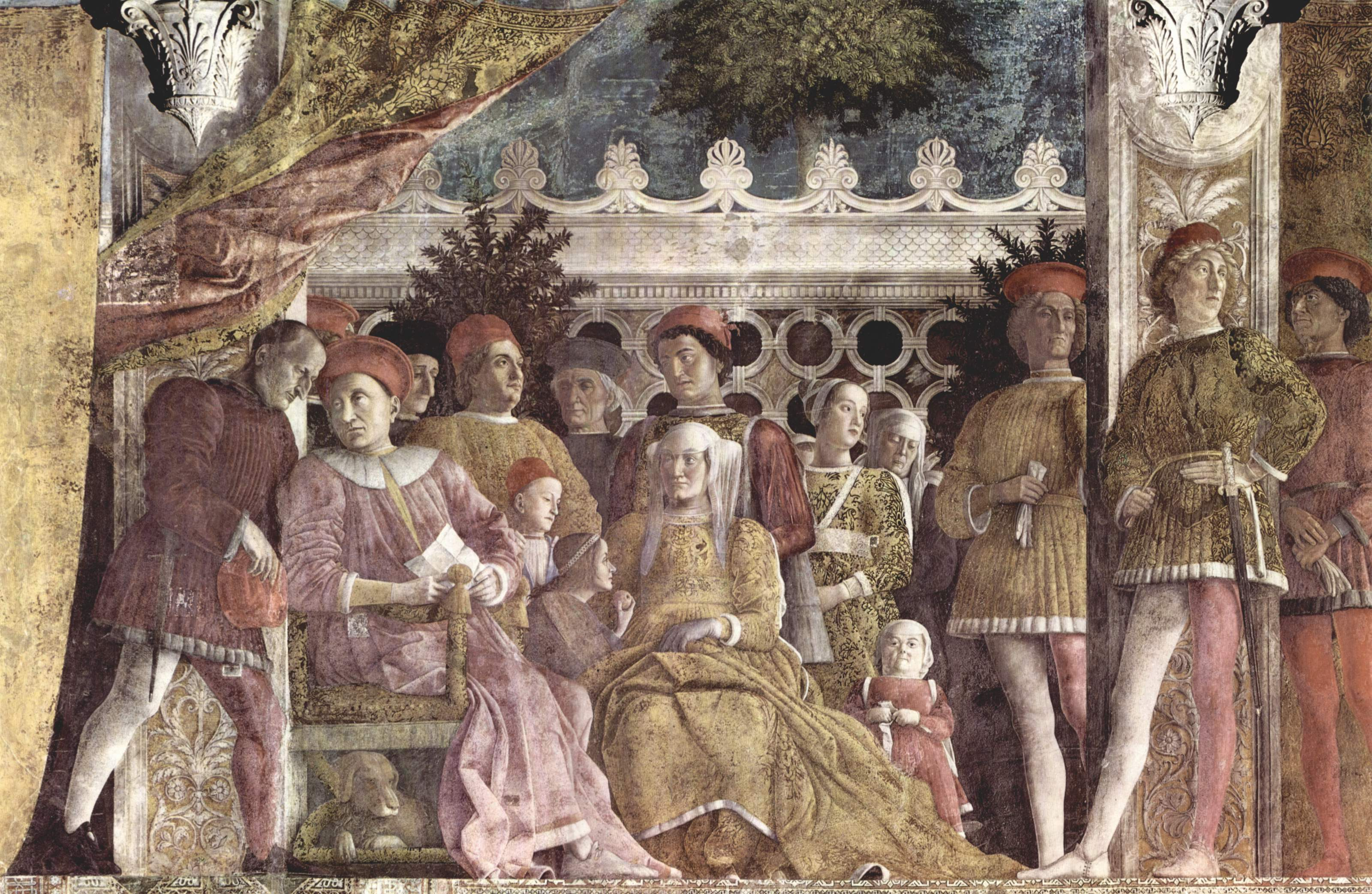
La Cour du marquis Louis III de Mantoue, fresque de La Chambre des Époux, 1474, détail (palais ducal de Mantoue).

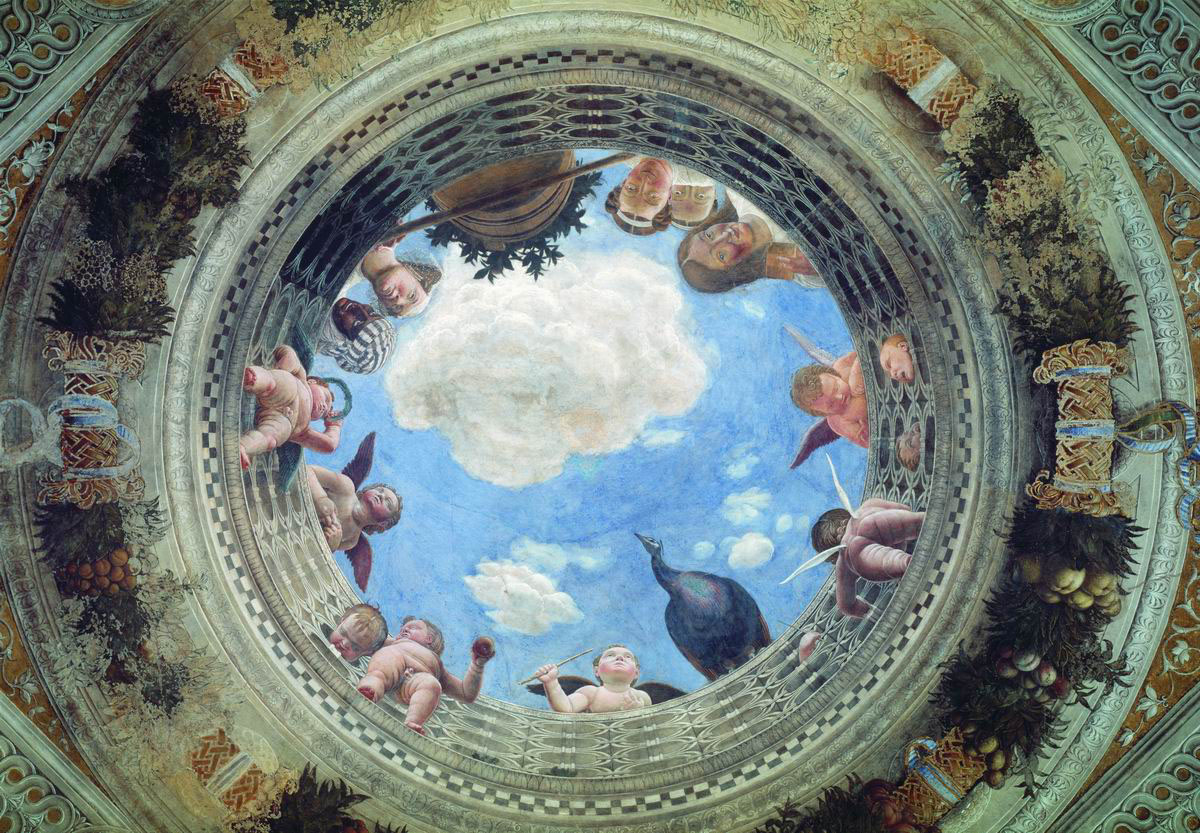
L'oculus en trompe-l'œil du plafond de La Chambre des Époux.

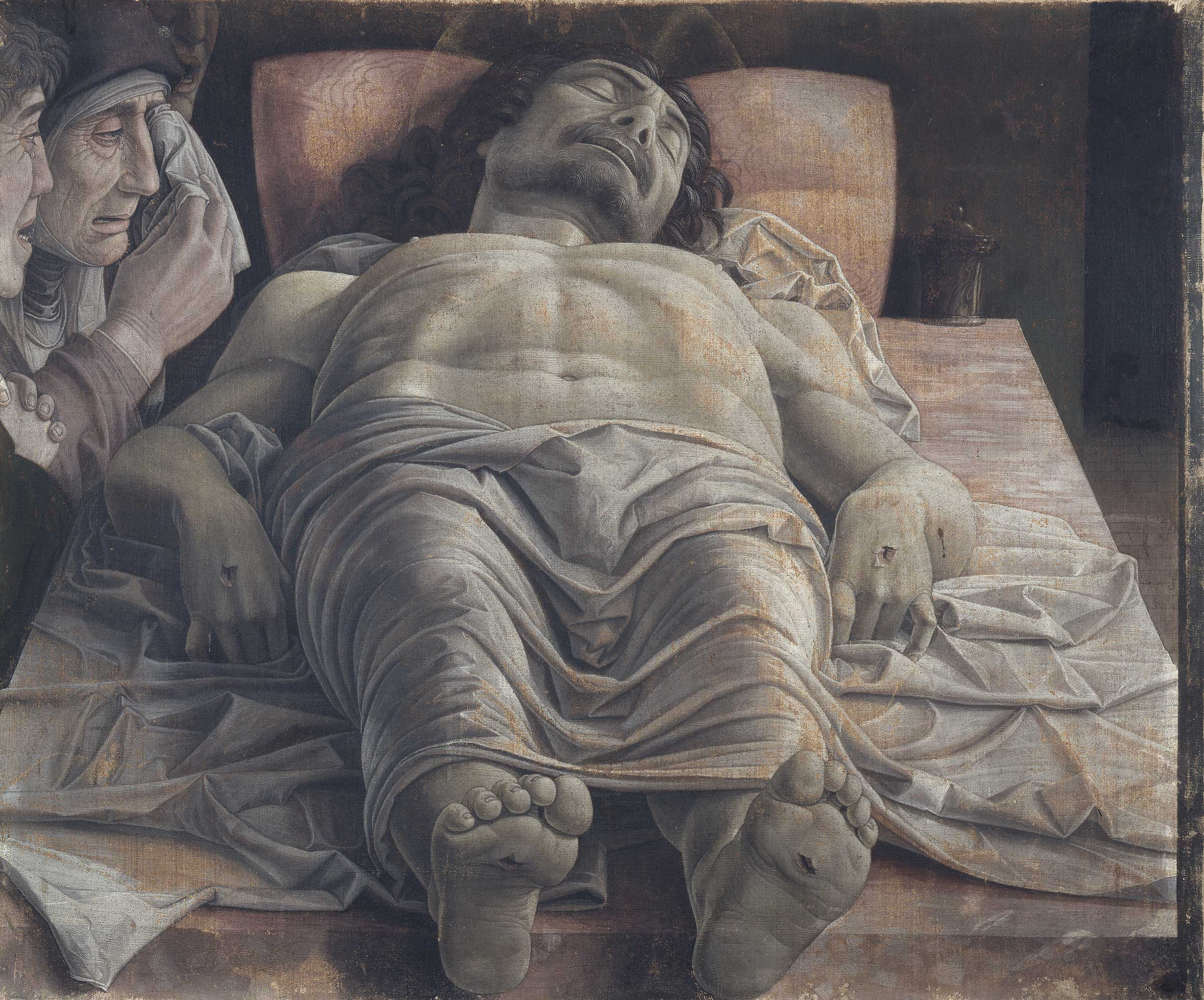
La Lamentation sur le Christ mort, v. 1480-1490, tempera sur bois (Milan, pinacothèque de Brera).

En 1465, Mantegna s'attelle à un ensemble de fresques aujourd'hui connu sous le nom de Camera degli Sposi (La Chambre des Époux) : une série de compositions particulièrement complexes ne comprenant que des fresques dans une seule pièce et montrant différentes représentations de la famille Gonzague dans leur vie quotidienne. La décoration de la pièce est terminée vraisemblablement en 1474, quatre ans avant la mort de Louis. On y voit surtout la célébration de l'élection de Francesco Gonzaga au titre de cardinal.
Les effets sont jugés à cette époque admirables. L'architecte Bramante et Le Corrège s'en souviendront, utilisant à leur tour raccourci, trompe l'œil, et représentation di sott'in sù : le traitement illusionniste est ici porté à son comble, tandis que le studiolo et autres pièces d'architectures feintes font leur apparition dans les grandes demeures. La formule de la camera picta (« chambre peinte ») se répand dans toute l'Italie.
Comme prix de ce travail colossal, Louis offre donc à Mantegna un terrain en 1476 sur lequel l'artiste fait bâtir sa maison, comprenant son atelier et décoré par ses soins. La demeure abritera sa propre collection d'antiques et une bibliothèque où figurent les principaux auteurs classiques. Collection et décorations ont disparu. Il obtint le titre de comte palatin et dès lors se comporte comme un seigneur.
Pendant le long chantier de la Camera degli Sposi, mené avec une lenteur particulière (comme en témoigne également la période de restauration effectuée entre 1894 et 1987), Mantegna travaille également sur d'autres œuvres, mais leur cohérence et leur identification sont particulièrement difficiles, faute de documentation. On sait donc qu'en 1466 Mantegna était à Florence et à Sienne et qu'en 1467 il retourna en Toscane. Le seul travail qui se réfère à ces voyages est peut-être le Portrait de Charles de Médicis (Florence, musée des Offices) dont la date d'exécution remonterait cependant à 1460.
Les dix années qui suivent sont, par contraste, parsemées de malheurs : le caractère de Mantegna devient irritable du fait de commandes payées en retard, son fils Bernardino meurt peu avant le décès du marquis en 1478, suivi de celui de la marquise, Barbara, en 1481. Le nouveau marquis, Frédéric Ier dit le Bossu meurt à son tour en 1484 : il avait fait Mantegna chevalier. Ce n’est seulement qu'avec l'avènement de François II que les commandes artistiques reprennent : une période qui, précédant une intense activité militaire, fut propice au mécénat, par le biais de la marquise Isabelle d'Este. Mantegna avait collectionné quelques bustes antiques romains, qui furent offerts à Laurent de Médicis quand le Florentin visita Mantoue en 1483. Il peint quelques fragments architecturaux et décoratifs, et achève le Saint Sébastien d'Aigueperse (musée du Louvre). Il ne parvient pas à assumer les dépenses considérables nécessaires à la construction de la grande maison moderne qu'il entreprit de construire vers 1476 ; il dut en céder la propriété aux Gonzague en 1502.

#### Intermède romain
En 1488, Mantegna est appelé par le pape Innocent VIII, une offre qui ne se refuse pas, pour décorer de fresques la galerie du Petit Palais du belvédère au Vatican. Cette série de fresques, y compris un remarquable baptême du Christ, seront détruites par Pie VI en 1780 pour constituer la Galerie des statues (Rome, Musée Pio-Clementino). Le pape traite Mantegna moins généreusement qu'il ne l’a été à la cour de Mantoue ; mais, à tout prendre, leur entente, qui cesse en 1500, n'a été nullement désavantageuse pour aucune des deux parties. Mantegna rencontre également le célèbre otage turc Jem et étudie attentivement les monuments antiques, mais l'impression que lui laisse la ville est dans l'ensemble décevante. Retourné à Mantoue en 1490, il reprend avec force sa vision plus littéraire et plus amère des antiquités gréco-romaines, et va se lier étroitement avec Isabelle d'Este, devenue la nouvelle marquise depuis février, une femme cultivée et intelligente.
Revenu en sa ville d'adoption désormais dirigée par François II Gonzague, il continue son travail avec les neuf peintures a tempera pour  Les Triomphes de César, qu’il a probablement commencées avant son départ pour Rome, et qu’il termine autour de 1492. Ces grandes toiles carrées de plus de deux mètres de côté étaient destinées à décorer une grande salle de réception du château Saint-Georges. Elles sont peintes à la gloire de François Gonzague et de la tradition familiale à travers le vainqueur des armées des Gaules, ces mêmes armées que le duc vainquit de nouveau en 1495 sur le fleuve Taro. Ces compositions ont été énormément valorisées par l'aristocratie britannique dès la fin du XVIIe siècle pour des raisons patrimoniales : conservées dans les collections royales depuis 1640, elles finirent par éclipser d'autres œuvres majeures de Mantegna ; Stendhal le constate en 1823, avec regret, dans ses études sur la peinture renaissante italienne.

### Dernières années
Malgré une santé déclinante, Mantegna reste actif. Parmi d’autres travaux de la même période, on trouve La Madone de la carrière, Saint Sébastien et La Lamentation sur le Christ mort, qu’il a probablement peinte pour sa chapelle funéraire personnelle. Un autre travail des dernières années de Mantegna est ce qu’on appelle La Vierge de la Victoire, maintenant au Louvre. Elle est peinte a tempera vers 1495, en souvenir de la bataille de Fornoue dont l’issue est discutable, mais que François II souhaitait montrer comme une victoire de la ligue italienne sur les troupes françaises de Charles VIII ; l'église qui à l'origine a abrité ce tableau, Santa Maria della Vittoria, a été construite suivant les plans même de Mantegna. Le retable y fut installé solennellement en juillet 1496.
La Vierge est ici représentée en compagnie de plusieurs saints, de l'archange saint Michel et de saint Georges qui lui tiennent son manteau, sous le prolongement duquel se tient François II à genoux, dans une profusion de riches guirlandes et d’autres ornements. Indépendamment de sa perfection dans l’exécution, cette œuvre compte manifestement parmi les plus belles et les plus attachantes des œuvres de Mantegna où les qualités de beauté et de séduction sont souvent exclues, au profit de la poursuite rigoureuse de ces autres idéaux plus appropriés à son génie grave : la tension de l’énergie s’exprimant dans une passion hagarde.
À partir de 1497 Mantegna est chargé par Isabelle d'Este, maîtresse de Mantoue depuis 1490, de transposer les thèmes mythologiques chantés par le poète de cour Paride Ceresara dans des peintures destinées à son appartement privé (studiolo) au château San Giorgio. Ces peintures sont dispersées au cours des années suivantes : l’une d’elles, La Légende du Dieu Comus, a été laissée inachevée par Mantegna et terminée par Lorenzo Costa, qui lui a succédé comme peintre de cour à Mantoue. Ses rapports avec la marquise sont difficiles, cette dernière essayant de renouveler le style de la cour en faisant appel à d'autres peintres. Le marquis le défend encore et lui commande une Vierge à la Victoire.
Après la mort de son épouse, Mantegna devient, à un âge avancé, père d'un enfant naturel, prénommé Giovanni Andrea. Il continue à se lancer dans toutes sortes de dépenses (pour ses collections, son personnel d'atelier, sa famille), puis connaît de graves ennuis familiaux : son deuxième fils, Francesco est contraint à l'exil hors de Mantoue car il s’était attiré le courroux du marquis. Le contexte est celui des guerres d'Italie : une crise économique frappe alors la Lombardie. Mantegna revend une partie de ses collections d'antiques, dont un buste représentant Faustine qu’il aimait beaucoup.
Très peu de temps après cette vente, il meurt à Mantoue, le 13 septembre 1506. Son fils aîné, Lodovico est chargé de régler la succession de l'atelier, chose faite en 1510 ; l'inventaire en résultant a été conservé.
En 1516, la chapelle commanditée en son honneur par ses fils est achevée en la basilique Saint-André de Mantoue, où il avait peint le retable de la chapelle mortuaire dont le dôme a été décoré par Le Corrège.

## Œuvre

### Le dessinateur, le graveur
Un certain nombre de dessins de la main de Mantegna ont été retrouvés : certains sont des scènes préparatoires à des compositions peintes, des esquisses donc, et d'autres non. Ceux-ci témoignent d'une précision de trait, d'une ligne assurée, d'une maîtrise parfaite des volumes, par l'emploi de l'encre et parfois du fusain. Leur statut pose problème dans la mesure où certains ont été interprétés en gravure, d'autres ont servi comme modèle préparatoire à des objets de décoration. La question n'est plus vraiment de savoir combien furent gravés par Mantegna lui-même, ou, dans le cadre de son atelier, par des assistants, des collaborateurs : les gravures apparaissent en effet tardivement, après l'installation à Mantoue. Du fait de sa charge, de son prestige, l'artiste a eu de nombreux disciples et admirateurs, son art s'est diffusé de son vivant. Il a été copié et interprété suivant l'usage ou de manière clandestine. Le travail des critiques d'art consiste donc, depuis plus d'un siècle, à statuer sur ce corpus gravé, suivant le matériel disponible,,.

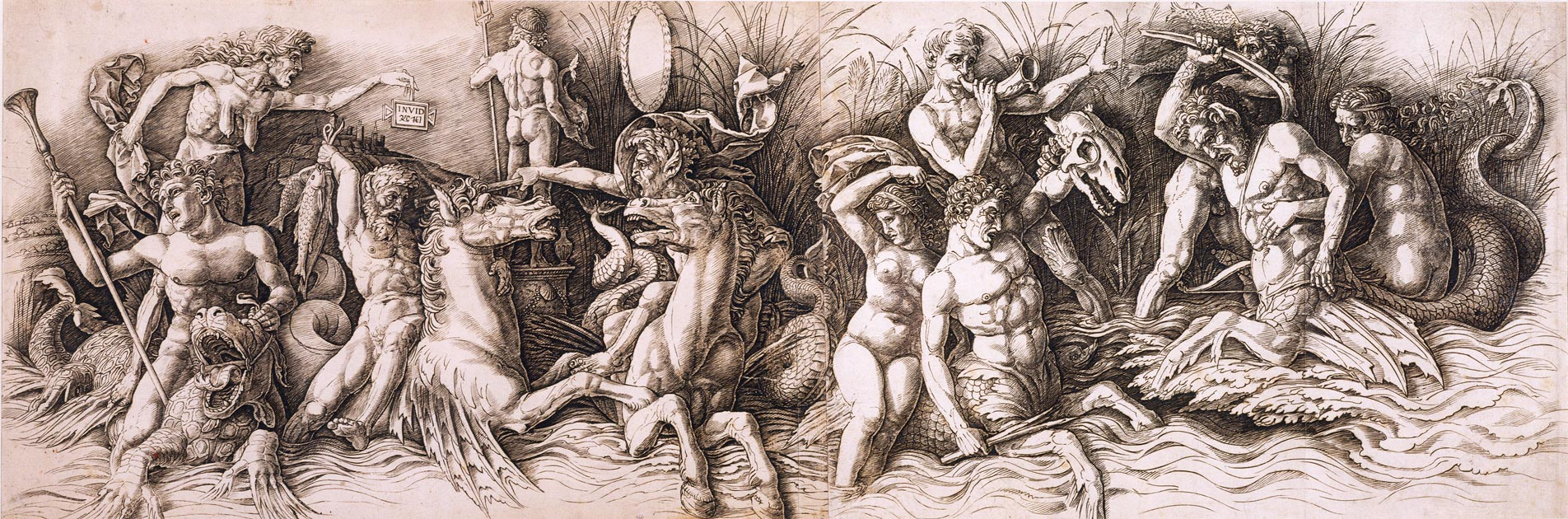
Combat de dieux marins, partie I et II formant frise (avant 1481).

#### Le cuivre gravé et la tentation du multiple
La technique de la chalcographie en Italie du Nord à cette époque est connue, les orfèvres vénitiens l'exploitent, et la diffusion s'opère tout le long du sillon commercial qui relie la vallée du Rhin, la Bourgogne et la Lombardie. C'est Giorgio Vasari en 1550 dans Les Vies qui introduit le mythe d'un Mantegna, « inventeur de la gravure sur cuivre en Italie » ; Vasari corrige son assertion dans l'édition de 1568 et attribue l'invention à Maso Finiguerra. Par ailleurs, il donne comme liste de gravures issues de la main du maître : La Mise au tombeau, Le Christ ressuscité, les Bacchanales (2 plaques), le Combat de dieux marins (2 plaques) et La Descente de Croix ; il y ajoute les gravures d'après Les Triomphes de César.
Il faut imaginer Mantegna après 1460 investi d'une très lourde responsabilité, celle de peintre de cour, mais aussi de directeur artistique, conservateur des collections, au service presque exclusif de Louis III Gonzague puis de ses héritiers : Gonzague a beau être un humaniste, un mécène éclairé, il est surtout un condottière, un podestat, et gère ses affaires avec rigueur, non sans veiller au grain : ses commensaux lui doivent la primeur de leurs découvertes. Aussi, Mantegna fut-il très obéissant, ne voulant en aucun cas perdre son statut. Quand en son atelier (bottega), qui comprenait de nombreux apprentis, mais aussi des fournisseurs, des individus plus mûrs, doués de certaines qualités, on se piquait de traduire les dessins du maître en gravure, le règlement du marquisat prévoyait d'en limiter la production sous forme d'estampes d'abord au seul usage du prince. L'enjeu est ici à la fois économique et stratégique : une plaque de cuivre permet de multiplier un motif signé Mantegna, d'où la tentation d'en fabriquer, de répondre à la demande, et de faire de l'argent, mais surtout de diffuser l'image : celle-ci peut donc échapper à son créateur. Peintre de cour, Mantegna était soumis à un contrôle très strict de la part des Gonzague qui lui interdisaient de vendre ses œuvres et cette nouvelle technique de reproduction, au-delà de ses qualités expressives propres, lui permettait de faire connaître ses inventions en dehors de Mantoue. Le contrat que signe Mantegna en 1475 avec Gian Marco Cavalli est très explicite : ce jeune orfèvre est dans l'obligation de tenir ses modèles et ses estampes secrets, sous peine d'une pénalité sévère ; pour avoir enfreint cette interdiction, Simone Ardizzoni, un autre graveur, fut bastonné sur ordre de Mantegna et alla réclamer justice au marquis quand celui-ci partit se vendre à un autre peintre local : la jalousie et la compétition étaient donc fortes.
Par ailleurs, l'inventaire des biens de Lodovico, l'un des fils de Mantegna, mort en 1510, fait état de plusieurs plaques de cuivre sur lesquelles étaient gravées des compositions de Mantegna : s'il les a conservées en son atelier, c'est donc qu'il les reconnaissait comme siennes.

#### Analyse du corpus gravé
La question des gravures de Mantegna est assez difficile à étudier, en partie parce qu'il n'a jamais signé ni daté aucune de ses plaques, contrairement à ce qu'il opère après l'exécution de ses peintures, et à la différence des autres peintres-graveurs de son temps.
Au fil des siècles, depuis la première liste établie par Vasari, le nombre de gravures qu'on lui attribue change considérablement ; on est passé à une quarantaine au milieu du XIXe siècle, puis vers 1900, avec les travaux de Paul Kristeller, on est revenu à sept. Depuis 2000, les travaux de Suzanne Boorsch, figure d'autorité ayant dirigé pendant près de vingt ans le département des dessins et estampes de la Yale University Art Gallery, le corpus s'est stabilisé autour de onze gravures directement supervisées par Mantegna auxquelles s'ajoutent onze autres produites par un artisan embauché par le maître. Le nom de cet homme serait Gian Marco Cavalli, dont il est certain qu'il travailla à l'atelier de Mantoue, mais Boorsch, prudente, le nomme le « Premier Graveur ». En conclusion, elle rejette la thèse d'un Mantegna graveur, mais aussi celle d'une « école de graveurs » fondée par lui.
S'il n'a donc pas ou peu manié lui-même le burin, mais seulement fourni les dessins, les modèles, cela ne veut pas dire qu'il n'en connaissait pas l'art : encore une fois, son statut, ses responsabilités, l'obligeaient à déléguer,. L’Encyclopédie Larousse en fait cependant l'un des représentants de la manière large.
La liste qui nous est parvenue montrerait que Mantegna a commencé la gravure à Florence, soit vers 1466, incité à le faire par les gravures qu’avait réalisées le Florentin Baccio Baldini d'après Sandro Botticelli, ce qui semble raisonnable. A été suggéré en revanche qu'il aurait commencé à graver alors qu’il était toujours à Padoue, en recevant l’enseignement d'un orfèvre distingué, un certain « Niccolò ». Cette hypothèse est contrecarrée par le fait que tous les peintres graveurs de cette époque, Antonio Pollaiuolo, Martin Schongauer, Albrecht Dürer, étaient issus de familles d’orfèvres et s’étaient dès l’enfance familiarisés avec le travail du métal et le maniement du burin en évoluant dans les ateliers paternels — ce qui n'est pas le cas de Mantegna.

#### Technique et thématique
Sa propre technique et celle de son ou ses collaborateurs se caractérisent par les formes puissamment marquées du dessin, et par les hachures de forme oblique pour marquer les ombres, l'utilisation des tailles parallèles et du zigzag, héritée de la manière large florentine et notamment de Pollaiuolo. On trouve souvent les épreuves en deux tirages différents. Pour le premier, les épreuves ont été réalisées au rouleau, ou même par pression manuelle, et elles sont faiblement teintées ; pour le second, a été employé la presse, et l'encre apparaît plus marquée sur le papier. Au moins six plaques de cuivre sont travaillées des deux côtés. La plupart des dessins originaux sont peut-être perdus à jamais, sauf Le Christ ressuscité entre les saints André et Longin et La Descente aux limbes. Les épreuves qui nous sont parvenues, souvent tirées de plaques usées, regravées, ne permettent pas d’apprécier pleinement l’art du graveur. Quelques excellentes épreuves sont cependant conservées.
Parmi les thèmes exploités, on trouve des triomphes romains, des bacchanales, des scènes mythologiques (Hercule et Antée, des dieux marins), ou bibliques dont Judith avec la tête d'Holopherne, la Déposition de la Croix, la Mise au Tombeau, la Résurrection, l'Homme de Douleurs, la Vierge. Ses chefs-d'œuvre sont le Combat de dieux marins, frise en raccord sur deux plaques, et une Vierge de l'humilité dite Vierge à l'Enfant avec nimbe, auxquels on peut ajouter les deux Bacchanales.

#### Diffusion et impact
Vers 1494, Dürer, qui voulut rencontrer Mantegna (mais cela ne se fit pas), exécute deux dessins d'après le Combat de dieux marins et La Bacchanale au Silène. Une dizaine d'années après la mort du maître en 1506, neuf plaques sont envoyées en France vraisemblablement par Francesco Primatice pour travailler à Fontainebleau, mais c'est son collègue Giulio Romano qui, en 1532, l'y remplaça. On connaît des gravures reprises par Jean Duvet.
Quant aux soi-disant « Tarots de Mantegna », séries d'estampes improprement assimilées au jeu de tarot, leur nom provient de ce que les historiens d'art tenaient ce jeu d’images pour l'œuvre d'artistes influencés par le style d'Andrea Mantegna. De nos jours, on les considère comme des burins de l'école de Ferrare. Il faut les relire à la lumière d'une tradition herméneutique exprimée par exemple dans Le Songe de Poliphile (1499),.

### Le peintre: évolution du style
Mantegna a utilisé une technique de détrempe à l'œuf (tempera) ou détrempe à la colle pour lier ses pigments alors que la peinture à l'huile était déjà pratiquée. La datation de ses œuvres reste souvent imprécise.

#### À Padoue, les apprentissages, avant 1460
- Saint Marc (1447-1448), tempera à la caséine, Museum Städel, Francfort-sur-le-Main
- Saint Jérôme dans le désert (1448-1451), Musée d'art de São Paulo, Brésil
- Saint Bernardin de Sienne, v. 1450, tempera et or sur bois, 27 × 19 cm, Académie Carrara, Bergame[34]
- Fresques de la chapelle Ovetari (1450) dans l'abside de l'église des érémitiques de Padoue (détruites par les bombardements de 1944 sauf deux fresques déplacées avant le conflit)
  - L'Assomption de la Vierge [35]
  - Translation du corps de saint Christophe[36]
- L'Adoration des bergers (vers 1453), tempera sur toile transférée à partir du bois, 40 × 55,6 cm, Metropolitan Museum of Art, New York
- Retable de saint Luc (1453), bois de 177 × 230 cm, Pinacothèque de Brera, Milan
  - dont la Sainte Justine, bois de 118 × 42 cm.
- La Vierge à l'Enfant entre saint Jérôme et saint Louis de Toulouse (vers 1455), bois de 69,4 × 44,5 cm, Paris, Musée Jacquemart-André, Paris
- Saint Sébastien (vers 1457-1459), bois, 68 × 30 cm, Kunsthistorisches Museum, Vienne
- Retable de San Zeno (1457-1460), 480 × 450 cm, à Vérone. Dérobé entier par les troupes napoléoniennes en 1797, il a été rendu à la ville de Vérone en 1815, à l'exception des trois panneaux de la prédelle, remplacés par des copies. Les originaux conservés en France sont :
  - Le Calvaire 1459, Tempera sur bois, 67 × 93 cm, partie centrale originale de la prédelle du Musée du Louvre, Paris
  - La Prière au Jardin des Oliviers et La Résurrection (1459), parties gauche et droite de la prédelle, tempera sur bois, Musée des Beaux-Arts de Tours
- Agonie au jardin des oliviers (vers 1459), tempera sur bois, 63 × 80 cm, National Gallery, Londres
- Portrait d'un homme (entre 1450 et 1460), sur bois, 32,3 × 28,8 cm, Museo Poldi Pezzoli, Milan

#### À Mantoue les années sombres à compter de 1460
- Saint Bernardin de Sienne et deux anges (1460), 385 × 220 cm, pinacothèque de Brera, Milan.
- Saint Georges (vers 1460), tempera sur panneau, 66 × 32 cm, Gallerie dell'Accademia de Venise
- Portrait d'un homme (vers 1460), bois, National Gallery of Art, Washington
- Portrait du Cardinal Ludovico Trevisan (vers 1459-1469), tempera sur bois, 44 × 33 cm, Staatliche Museen, Berlin
- Portrait du Cardinal Gonzague[N 6] (v. 1460) Musée Capodimonte de Naples
- La Mort de la Vierge (vers 1461), panneau, 54 × 42 cm, Musée du Prado, Madrid
  - et sa partie supérieure du Christ recevant l'âme de la Vierge, pinacothèque nationale de Ferrare (attestée par Roberto Longhi)
- La Présentation au Temple (vers 1460-1466), tempera sur bois, 67 × 86 cm, Staatliche Museen, Berlin
- La Vierge avec l'Enfant endormi (1455-1460), huile sur toile, 48 × 32 cm, Staatliche Museen, Berlin
- Triptyque des Offices : Adoration des mages, Ascension (vers 1460) et Circoncision (vers 1464-1470), tempera sur panneaux, 86 × 42,5 cm, musée des Offices, Florence (tableaux initialement créés pour la chapelle du château San Giorgio avec la Mort de la Vierge)
- La Chambre des Époux (1465-1474), Château Saint-Georges, dans le complexe du Palais ducal de Mantoue
  - La Cour des Gonzague[N 7], paroi Nord
  - Le marquis Ludovico accueille son fils le Cardinal Francesco, Chambre des Epoux
- Portrait de Charles de Médicis (vers 1467), tempera sur panneau, 40,6 × 29,5 cm, Musée des Offices, Florence
- Vierge à l'Enfant (vers 1475), tempera sur toile, 42 × 32 cm, Staatliche Museen, Berlin
- Saint Sébastien (1480) panneau, 255 × 140 cm, Musée du Louvre, Paris
- La Vierge aux chérubins (vers 1485), panneau, 88 × 70 cm, Pinacothèque de Brera, Milan
- Les Triomphes de César (vers 1486), Hampton Court Palace, Angleterre

#### À partir de 1490 les liens avec Isabelle d'Este à Mantoue
- La Lamentation sur le Christ mort (vers 1490), tempera sur toile, 68 × 81 cm, Pinacothèque de Brera, Milan[37]
- La Madone de la carrière (1489-1490), tempera sur bois, 32 x 29,6 cm, Musée des Offices, Florence
- Saint Sébastien (1490), Ca d’Oro, Venise
- Vierge à l'Enfant (années 1490), huile sur bois de 45 × 36 cm, Museo Poldi Pezzoli, Milan
- La Vierge à l'Enfant entre saint Jean-Baptiste et Marie-Madeleine (v. 1490-1505), tempera sur toile, 139 × 116,5 cm, National Gallery, Londres
- La Vierge de la Victoire, Vierge à l'Enfant entourée de six saints et adorée par François de Gonzague, Marquis de Mantoue (1495), tempera, 280 × 166 cm, musée du Louvre, Paris
- Sainte Famille (vers 1495-1500), tempera sur toile, 75,5 × 61,5 cm, Galerie de Dresde.
- Didon, 65,3 × 31,4 cm et Judith, 65 × 31 cm (1495-1500), tempera et or sur toile de lin, musée des beaux-arts de Montréal, province de Québec, Canada.
- Judith tenant la tête d'Holopherne (1495), tempera à l’œuf sur bois, National Gallery of Art, Washington, D.C.
- Minerve chassant les Vices du jardin de la Vertu (1497[38]), huile sur toile, 160 × 192 cm, Louvre, Paris
- Le Parnasse (Mars et Vénus) (1497), toile, 160 × 192 cm, Musée du Louvre, Paris
- Retable Trivulzio (1497), toile de 287 × 214 cm, Castello Sforzesco, Milan
- La Descente dans les limbes, 38,8 × 42,3 cm, vente Sotheby's 2003[N 8].
- Ecce homo (1500), tempera et or sur toile tendue sur panneau, Musée Jacquemart-André, Paris
- Le Christ mort soutenu par deux anges (1500), tempera sur bois de 78 × 48 cm, Statens Museum for Kunst, Copenhague
- La Sainte Famille avec la famille du Baptiste (1504-1506), tempera à la caséine et or sur toile 40 × 169 cm, chapelle Saint-Jean-Baptiste, Basilica di Sant'Andrea, Mantoue
- Le Baptême du Christ (1504), tempera à la caséine sur toile de 176 × 230 cm, chapelle Saint-Jean-Baptiste, Basilica di Sant'Andrea, Mantoue
- Adoration des mages (1495-1505), tempera sur lin, 48,6 × 65,6 cm, J-Paul Getty Museum, Los Angeles[39]
- Grisailles sur fond de marbre échiqueté[N 9] en trompe-l'œil, en tempera à la colle sur toile, National Gallery, Londres[40] :
  - Samson et Dalila (1500)
  - La Vestale Tuccia avec un tamis (symbole de chasteté), (1495-1506)
  - Femme buvant ou Sophonisbe (1495-1506)
  - L'Introduction du culte de Cybèle à Rome (1505-1506), de 73,5 × 268 cm

## Œuvres picturales

Divers œuvres de Mantegna, évolution de style
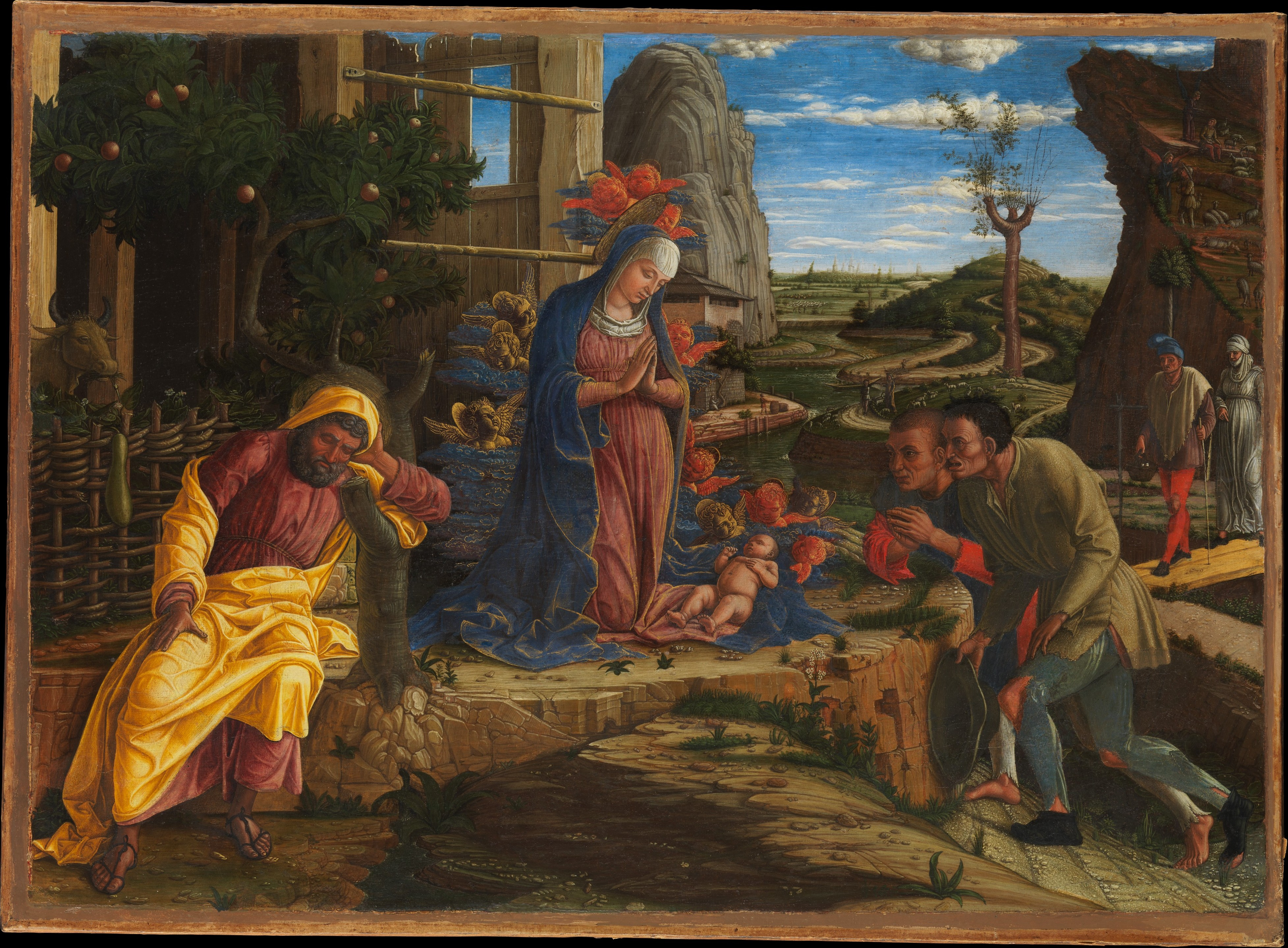
L'Adoration des bergers, tempera sur panneau, New York, Metropolitan Museum of Art.
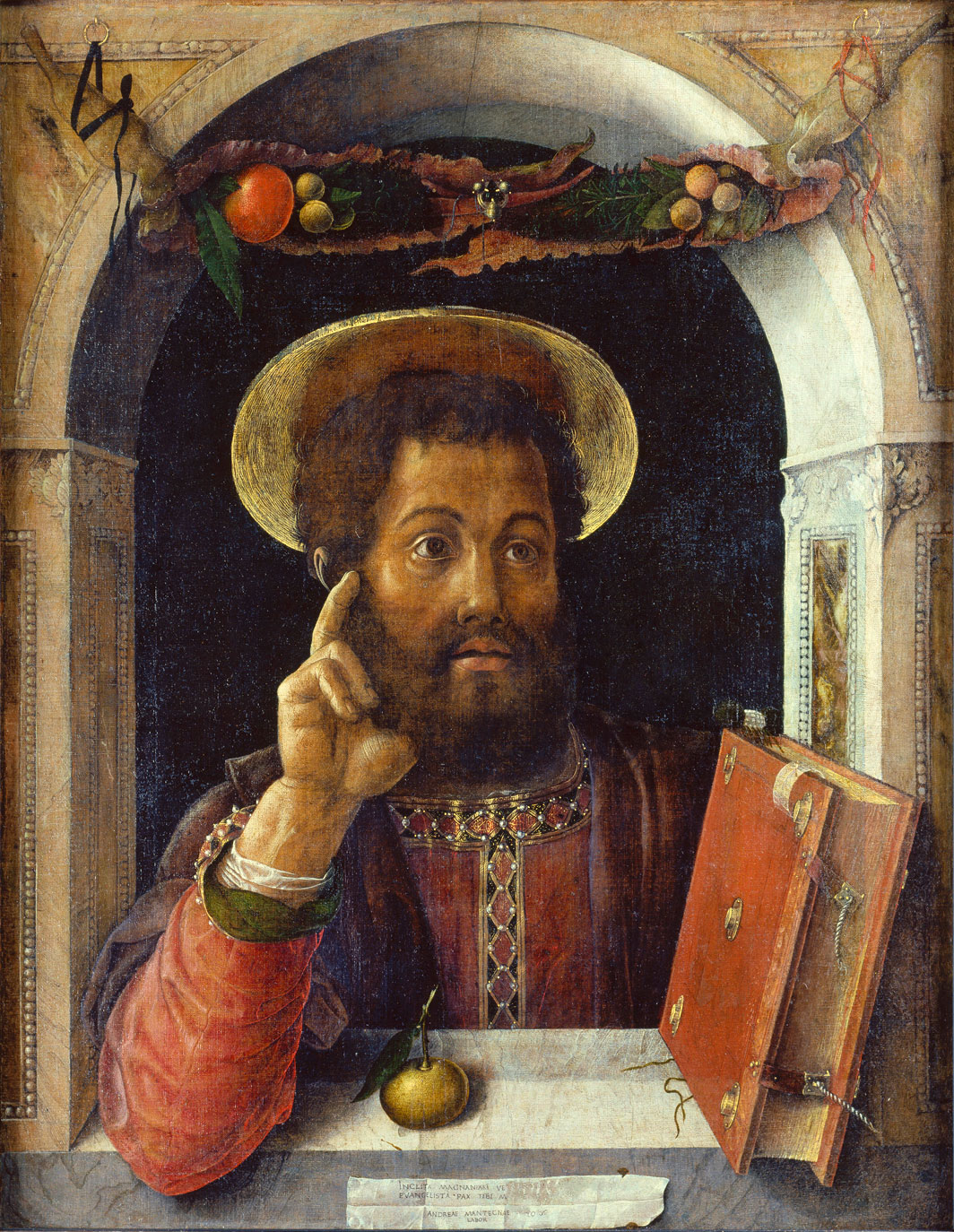
Saint Marc, tempera à la caséine, Museum Städel, Francfort-sur-le-Main.
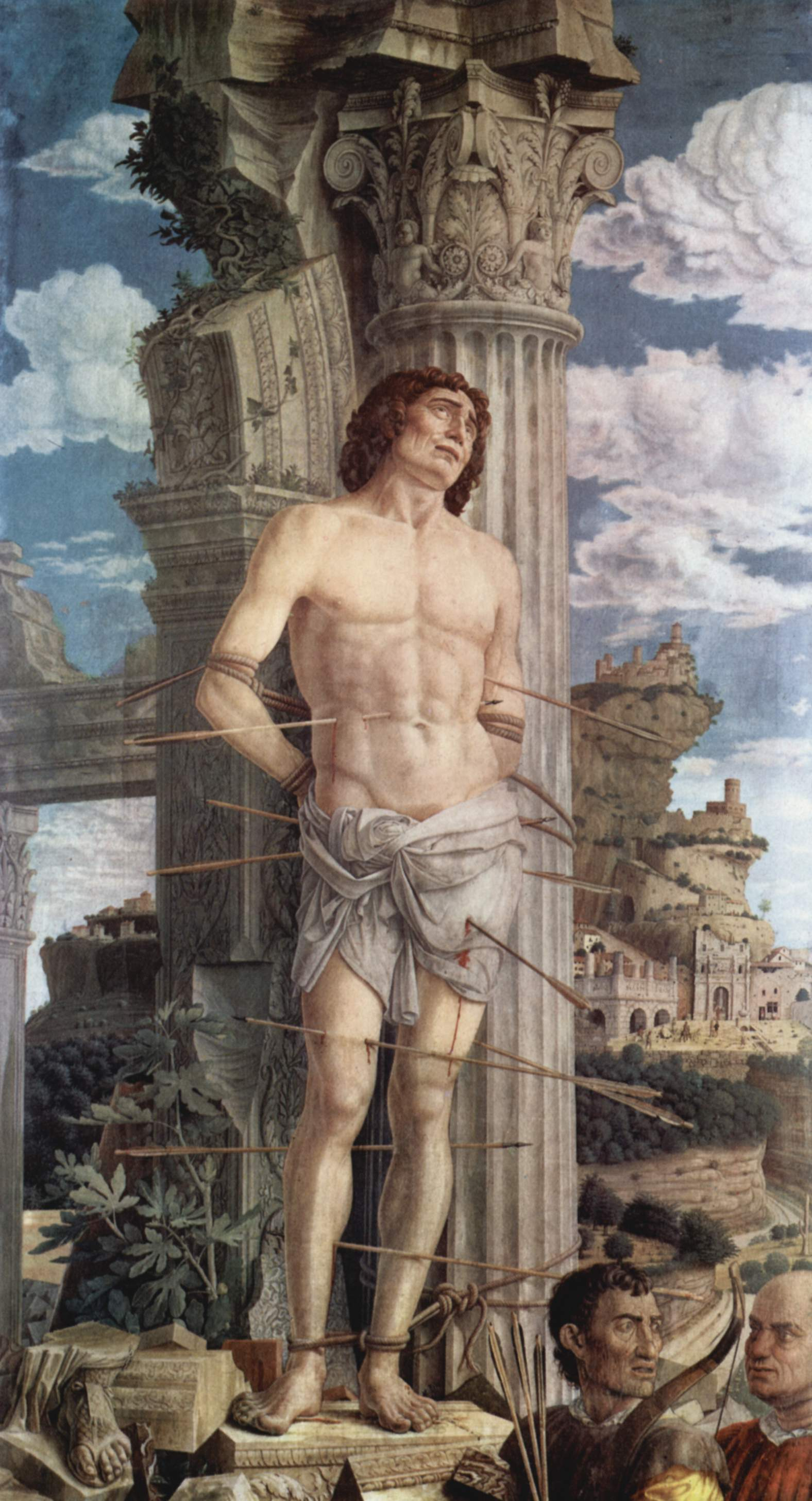
Martyre de saint Sébastien, huile/toile, Musée du Louvre.
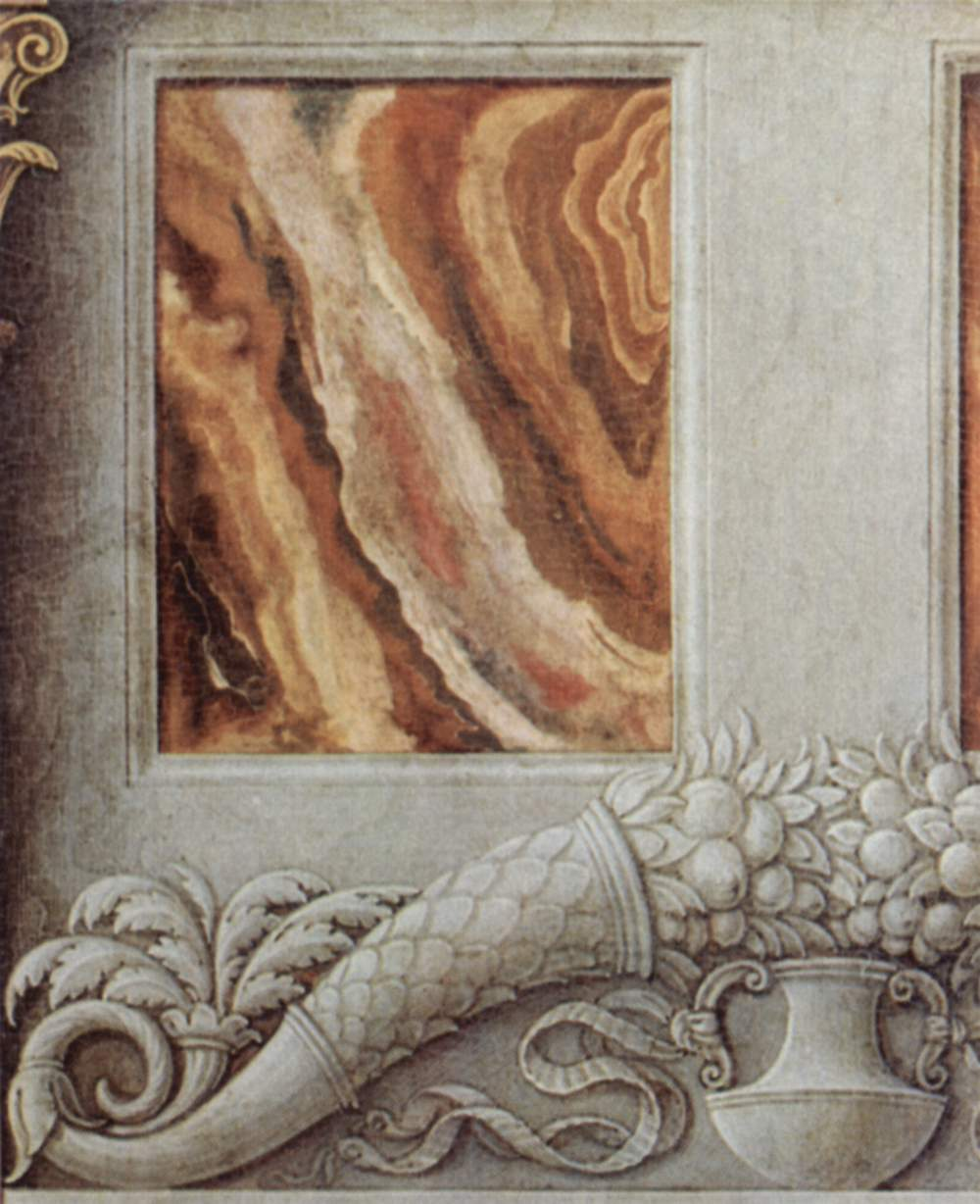
Grisaille sur fond de marbre échiqueté. Détail de La circoncision de Jésus, Galerie des Offices.
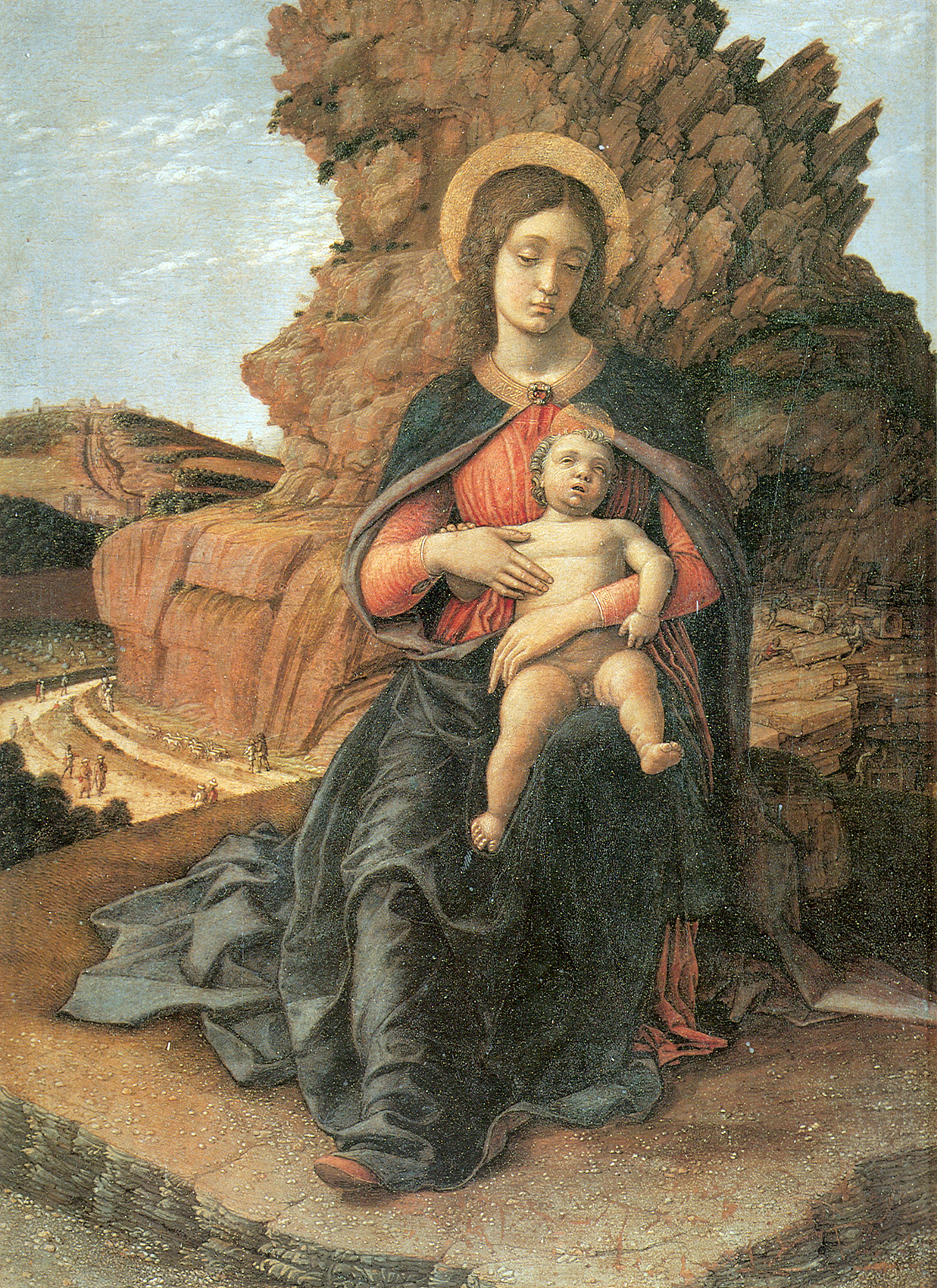
La Madone de la carrière, (1489). Peinture sur bois.
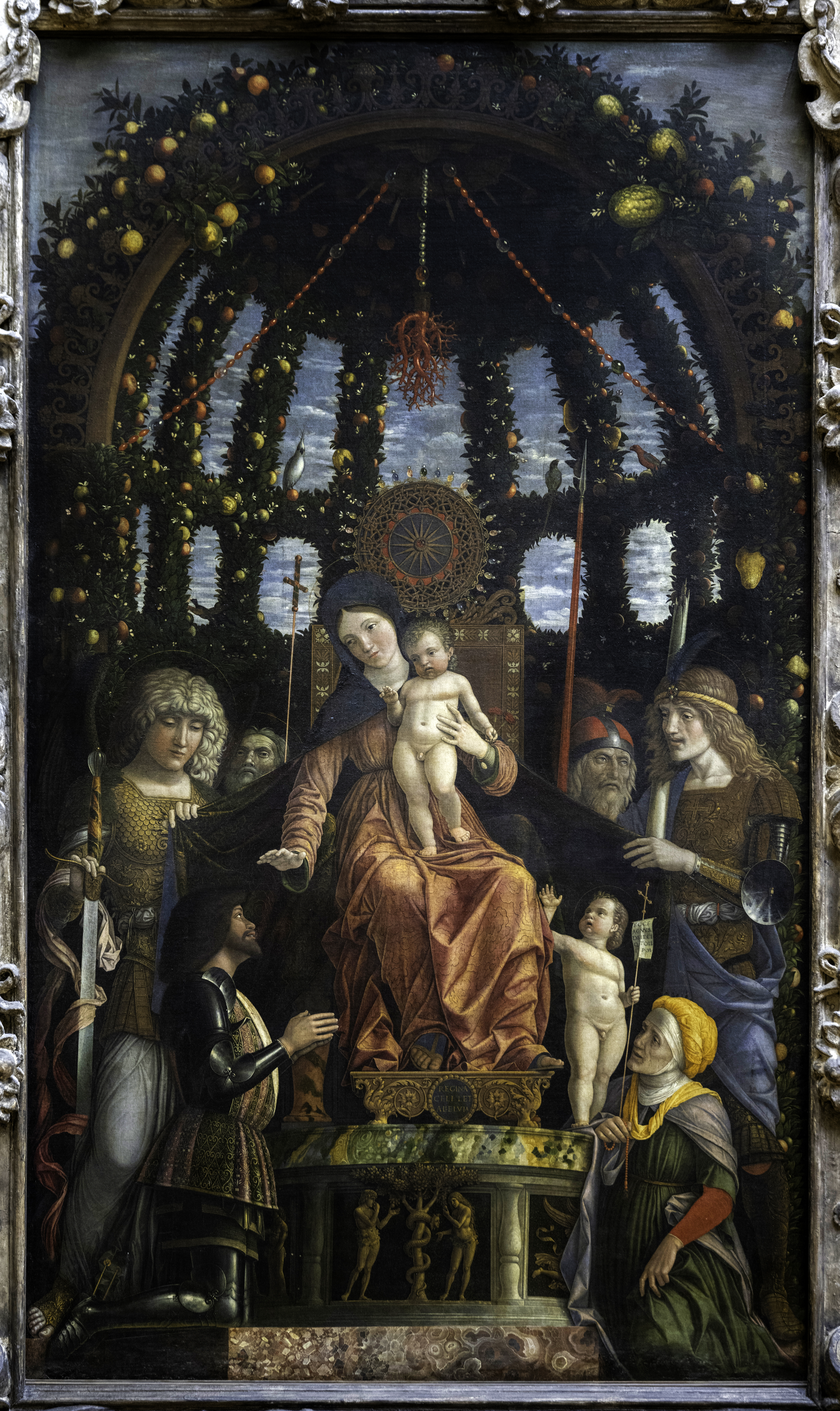
La Vierge de la Victoire, v. 1496, tempera sur toile, musée du Louvre.
Le Parnasse, (1497). Tempera sur toile.
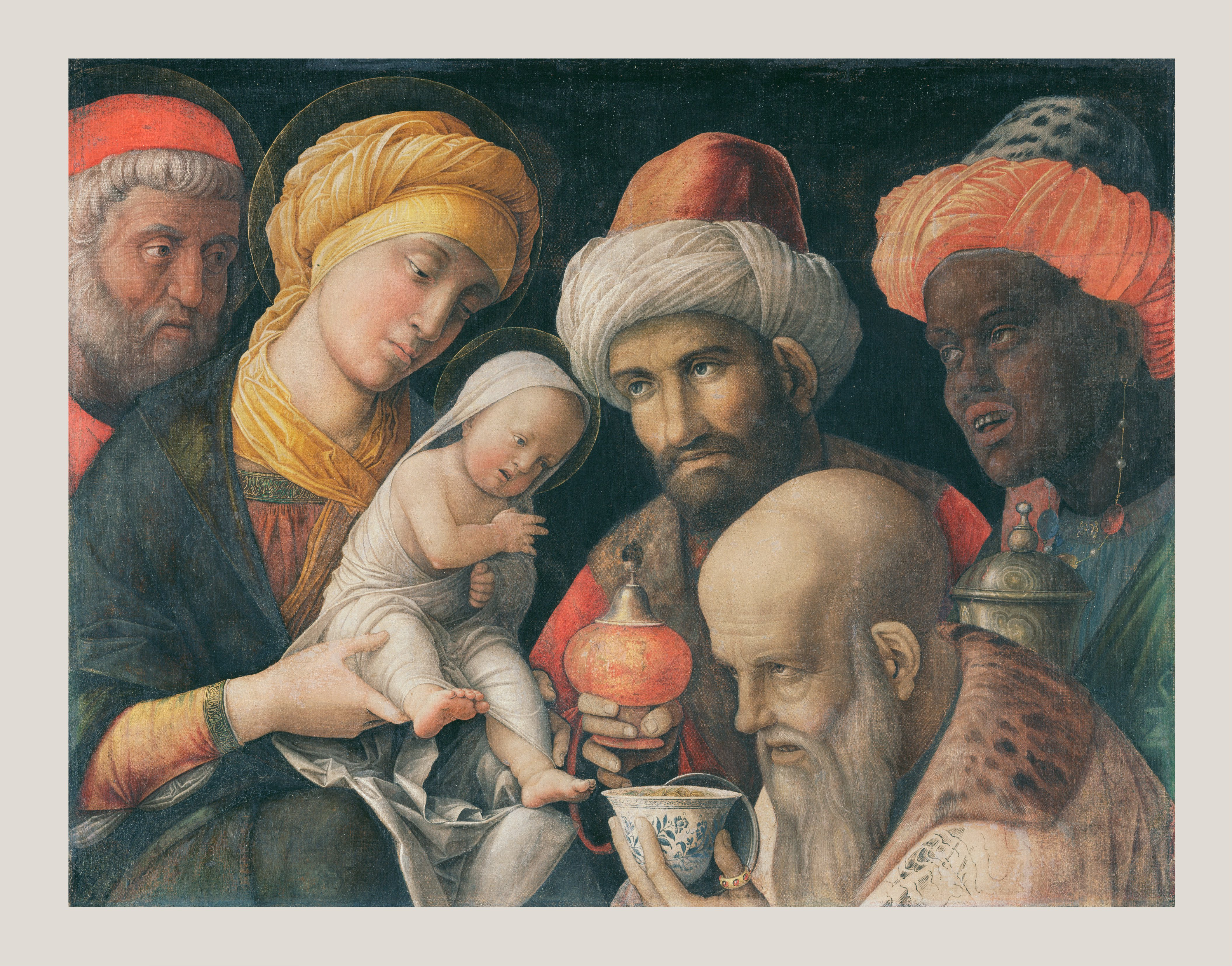
L'Adoration des mages, détrempe sur lin, vers 1495-1505, Los Angeles, Getty Center.
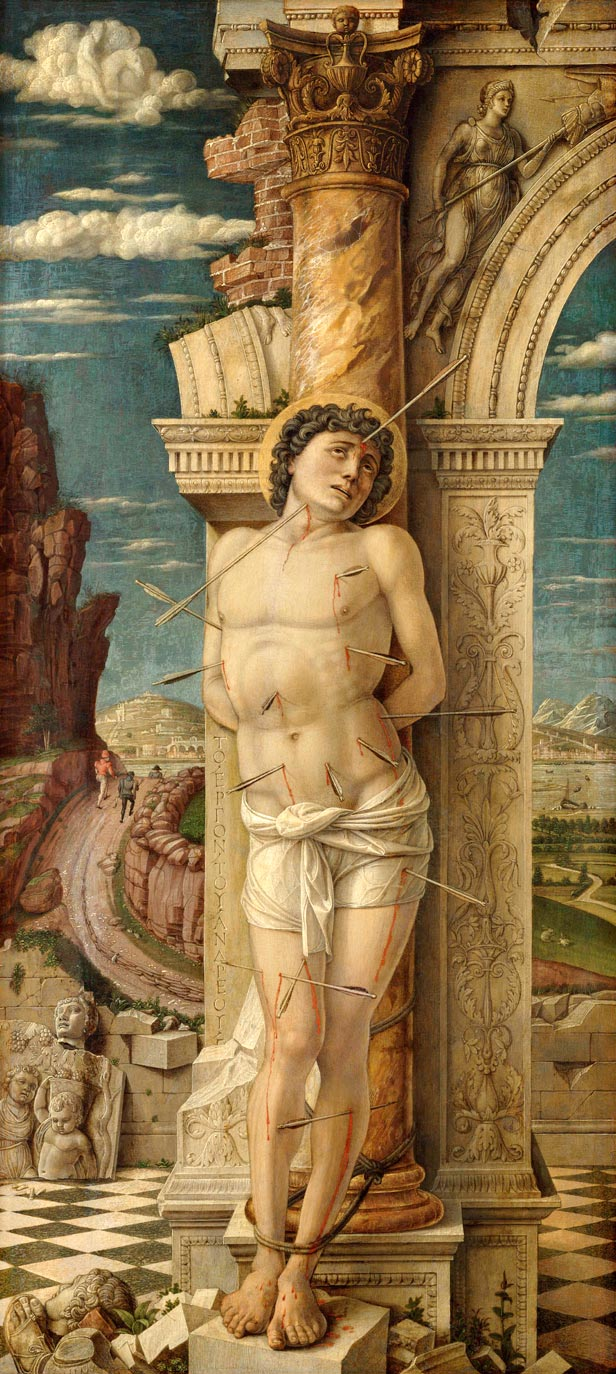
Le Martyre de saint Sébastien, version de 1456-1459 sur bois, Vienne, Kunsthistorisches Museum.
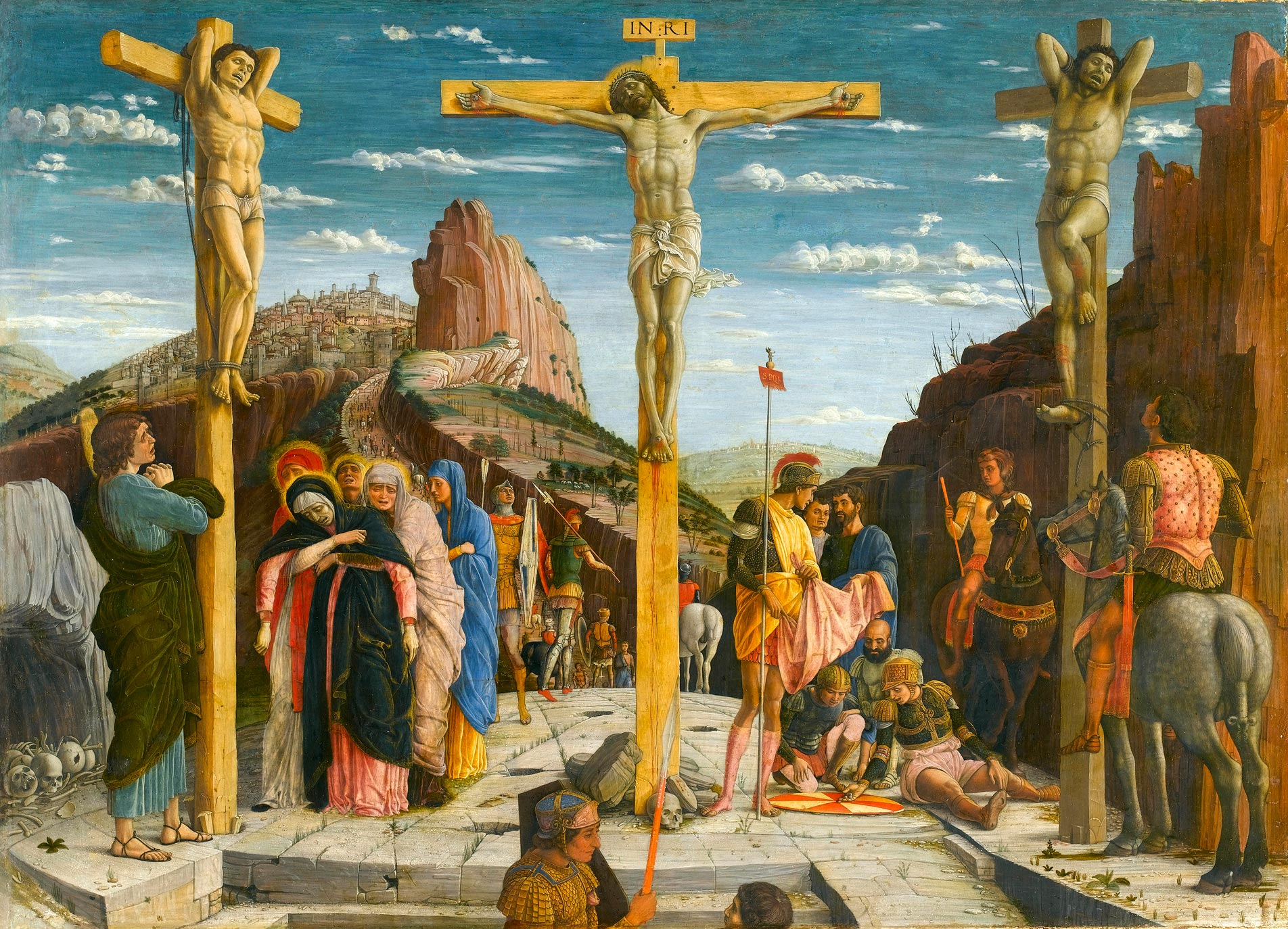
Le Calvaire, partie centrale originale de la prédelle du Retable de saint Zénon de Vérone, musée du Louvre.

## Place de Mantegna et héritage
Mantegna est apprécié en dehors de Mantoue de son vivant : l'impact de son atelier, qui fait école, est tel, que, par exemple, lorsque le Saint Sébastien arrive à Aigueperse, en Auvergne, sur les terres des Bourbon-Montpensier, l'aristocratie parisienne s'en émeut. Le cardinal Georges d'Amboise le qualifie même en 1499 de « premier peintre du monde ». Il incarne, avant Léonard  de Vinci, le génie renaissant.
Giorgio Vasari, dans son ouvrage Le Vite, fait dès 1550 l’éloge de Mantegna, malgré quelques réserves sur l’homme. Il s’est très bien entendu avec ses camarades lorsqu’il apprend le métier à Padoue et conserve des liens solides d’amitié avec deux d'entre eux : Dario da Trevigi et Marco Zoppo. Mantegna prend des habitudes de ce qui lui cause parfois des difficultés financières et il doit parfois faire valoir ses droits auprès des Gonzague.
Par la solidité de son goût pour l’Antiquité, Mantegna surpasse tous ses contemporains. L'influence de Mantegna est très nette sur le style et les tendances de tout l’art italien de son époque. Elle est évidente sur les premières œuvres de Giovanni Bellini, son beau-frère. Albrecht Dürer a subi l’influence de son style au cours de ses deux voyages en Italie. Léonard de Vinci a pris de Mantegna les motifs décoratifs avec des festons et des fruits. Le Corrège, mais aussi Giulio Romano, entre autres, payèrent leurs dettes au maître.
On considère que l'apport principal de Mantegna est l'introduction de l'illusionnisme spatial, tant dans les fresques que dans les peintures de Conversation sacrée : son influence dans la décoration des plafonds s’est poursuivie pendant presque trois siècles. À partir du plafond en trompe-l'œil de la Chambre des Époux, Le Corrège a développé les recherches de celui qui avait été son maître et son collaborateur dans l’élaboration de perspectives, aboutissant au chef-d’œuvre qu’est le dôme de la cathédrale de Parme.
Par sa capacité à transposer efficacement le mythe politique en cours d'élaboration à Mantoue, comme il apparait dans la Chambre des Époux, Mantegna est considéré comme l'un des fondateurs de la peinture idéologique laïque et comme l'inventeur du « paysage composé » moderne où la nature est transparente à l'histoire humaine.
Il invente dans une large mesure, dans le Studiolo d'Isabelle d'Este, les principes fondamentaux de la peinture mythologique.
Dès le XVIe siècle, il apparaît comme le plus grand peintre italien du siècle précédent, notamment du fait de la renommée de son cycle de peintures sur le Triomphe de César. Baldassare Castiglione et l'Arioste ne tarissent pas d'éloges à son propos.
Mantegna est collectionné durant tout le XVIIe  et le début du  XVIIIe siècle, par le cardinal de Richelieu, Mazarin, Pierre Crozat, le duc d'Orléans... Il est redécouvert peu avant 1800, par une nouvelle génération de collectionneurs. Son impact est alors sensible sur le développement du classicisme et l'art de Jacques-Louis David en particulier. Au moment, où au XIXe siècle, surgit la modernité, des peintres comme Edgar Degas ou Gustave Moreau s'enthousiasment pour lui. Au printemps 1900, Marcel Proust découvre les fresques peintes par Mantegna dans la chapelle Ovetari de l'église des érémitiques de Padoue ; il y fait plusieurs fois référence, dans sa correspondance et dans À la recherche du temps perdu (tome II).
Depuis 1945, l'artiste renaissant fait l'objet de plusieurs expositions parmi lesquelles celle de Mantoue en 1961, de New York et Londres en 1992, plusieurs en Italie en 2006 pour fêter le cinq-centième anniversaire de sa mort (à l'occasion desquelles Giovanni Agosti publie un ouvrage de référence sur Mantegna) et celle de Paris au musée du Louvre en 2008,.
Des musées réputés possèdent ses œuvres : la National Gallery de Londres, la pinacothèque de Brera, le musée Poldi Pezzoli de Milan, le musée du Louvre de Paris, le musée du Prado de Madrid, le musée des beaux-arts de Budapest etc.